# 流行經典50年
《流行經典50年》（英語：Cantopop At 50）是個由香港電視廣播有限公司（TVB）於2017年至2021年製作的懷舊音樂節目，共160集，由薛家燕、黎小田（已故）、曹永廉、湯寶如、胡諾言、陳敏之；胡楓、鄭俊弘及譚嘉儀聯合主持，古巨基、黎瑞恩、陳松伶、黎耀祥、黃智賢為客席主持。本節目於2017年9月23日起為星期六晚21:30至22:30，2017年12月23日起星期六20:30-21:30於翡翠台播出。其中3集特別版為《流行經典50年 唱爆周末》（Cantopop At 50 - Saturday）。節目由「滾珠裝保心安油」呈獻。
此節目是黎小田、黎明詩生前最後一個在TVB演出的音樂節目。

## 節目簡介
節目形式與《流行經典50強》大致相同。
- 第27集開始加入古巨基主持至第34集，第32集開始加入陳敏之及第34集加入胡諾言為主持。同時，曹永廉及湯寶如分別在第27集及第32集開始不再主持本節目。
- 第42集開始加入黎瑞恩主持至第45集。
- 第70集開始，黎小田因肺炎元氣大傷，為了調理身體而辭演，加上薛家燕需要籌備演唱會，因此於84集後，由胡楓接替，與陳敏之、譚嘉儀及鄭俊弘一同主持。
- 流行經典50年（2019）第6集開始，因譚嘉儀拍攝《3日2夜》，由陳松伶為客席主持。
- 由2020年2月中起，薛家燕回歸流行經典50年，與譚嘉儀及鄭俊弘一同主持。
- 由2020年5月起，曹永廉回歸流行經典50年，與薛家燕、譚嘉儀及鄭俊弘一同主持，並邀請黎耀祥及黃智賢為客席主持。

## 播出時間
- 流行經典50年：2017年4月23日至9月17日，2017年6月18日、7月23日、9月3日暫停播映；逢星期六20:30-21:30（20-39）／逢星期日22:30-23:30（40）／20:30-21:30（1-19,41-84）
- 流行經典50年 唱爆周末：2017年9月23日至10月14日，2017年10月7日暫停播映；逢星期六21:30-22:30
- 流行經典50年（續）：2017年12月23日至2019年7月14日，2017年12月30日、2018年1月27日、2月3日、3月3日、3月10日、5月26日、6月16日、8月25日至10月6日暫停播映；2018年4月14日 21:30-22:30，2018年12月29日、2019年3月10日 20:30-22:30
- 流行經典50年（2019）：2019年8月3日至2020年2月2日，9月14日、11月2日、12月7日、2020年1月12日及26日暫停播映；逢星期六20:30-21:30，後為逢星期日21:30-22:30
- 流行經典50年（2020）：2020年2月9日至2020年12月20日，2月16日、8月16日、23日及30日及暫停播映；逢星期日21:30-22:30
- 流行經典50年（2021）：2021年1月31日至2021年4月4日，2021年2月28日暫停播映；逢星期日21:30-22:30

## 每集內容

### 2017年
| 集數                  | 播映日期 | 錄影日期 | 嘉賓（按場序）                                                                                   | 歌曲 |
| 01                    | 4月23日  | 3月31日  | - 林漪娸 - 馬海倫 - 陳彥行 - 鄧兆尊 - 梁雁翎 - 張南雁 - 李樂詩 - 林奕匡 - 曾航生 - 黃翊 - 朱咪咪 | - 皆大歡喜 — 薛家燕、馬海倫、林漪娸、陳彥行、鄧兆尊（無綫電視劇皆大歡喜主題曲） - 像霧像雨又像風 — 梁雁翎 - 武則天 — 張南雁（亞洲電視劇武則天主題曲） - 無悔愛你一生 — 李樂詩（無綫電視劇真情主題曲） - 祗有情永在（張學友、鄺美雲）— 薛家燕、曹永廉（無綫電視劇賊公阿牛主題曲） - 絕對是個夢 — 湯寶如 - 每天愛你多一些（張學友）— 林奕匡 - 傷感的戀人（黃凱芹）— 曾航生 - 哪裡的天空不下雨（梁雁翎、黃凱芹）— 梁雁翎、曾航生 - 黃昏戀人／哭著笑／一世濃情 — 黃翊 - 誰令你心痴（張國榮、陳潔靈）— 湯寶如、曹永廉 - 風雲（仙杜拉，無綫電視劇風雲主題曲）、夢想號黃包車（甄妮）— 朱咪咪 - 喜氣洋洋（徐小鳳）— 群星 |
| 02                    | 4月30日  | 3月29日  | - 華娃 - 曉華 - 方伊琪 - 莫旭秋 - 朗嘎拉姆 - 陳浩德                                              | - 夜上海（周璇）— 薛家燕 - 哪個不多情（姚莉）— 華娃 - 南屏晚鐘（崔萍）— 曉華 - 情人的眼淚（潘秀瓊）— 方伊琪 - 春風吻上我的臉（姚莉）— 莫旭秋 - 夜來香（李香蘭）— 薛家燕、華娃、曉華 - 夢（顧媚）— 湯寶如 - 月亮代表我的心（鄧麗君）、甜蜜蜜（鄧麗君）— 朗嘎拉姆 - 春花秋月、勁草嬌花（莫佩雯）— 陳浩德 - 悲秋風（鄭少秋）— 陳浩德 - 玫瑰玫瑰我愛你（姚莉）— 群星 |
| 03                    | 5月7日   | 4月6日   | - 胡渭康@小虎隊 - 林利@小虎隊 - 莫鎮賢 - 袁鳳瑛 - 陳曉東 - 陳松伶                                | - 家燕與小田 — 薛家燕、黎小田（麗的綜藝節目家燕與小田主題曲） - 忍著淚說Goodbye（小虎隊）、伴我啟航（小虎隊, 無綫電視劇新紮師兄主題曲）— 胡渭康、林利 - 當我想起你（陳百強）— 莫鎮賢 - 天若有情 — 袁鳳瑛（電影天若有情主題曲） - 天下浪子不獨你一人（吳倩蓮）— 湯寶如 - 情罪（莫鎮賢）— 莫鎮賢、曹永廉 - 劃火柴 — 陳曉東 - 相聚一刻／溫馨不再 Sans Amour、有了你（陳百強）— 陳松伶 |
| 04                    | 5月14日  | 4月9日   | - 肥媽 - 威利 - 方麗盈 - 江欣燕 - 洪卓立 - 區瑞強                                                | - 念親恩（陳百強）— 薛家燕 - 要爭取快樂（電影龍虎風雲主題曲）、媽媽I Love You — 肥媽 - 陽光空氣、胸懷大志（無綫電視劇獵鷹主題曲）— 威利 - 不要走 — 方麗盈 - 夢伴（梅艷芳）— 江欣燕 - 可能（王傑）— 湯寶如 - 情深說話未曾講（黎明）— 洪卓立 - 陌上歸人、那天再重聚（無綫電視劇愛情安哥主題曲）— 區瑞強 |
| 05                    | 5月21日  | 4月26日  | - 李克勤 - 露雲娜 - 陳潔靈 - 陸寶                                                                | - 一生不變／紙牌屋／一千零一夜／合久必婚、C3PO — 李克勤 - 荳芽夢（無綫電視劇荳芽夢主題曲）、拒絕再玩（張國榮）— 露雲娜 - 如果你知我苦衷（周慧敏）— 湯寶如 - 星夜星塵 (陳潔靈)— 陳潔靈、陸寶 - 喜歡你（Beyond）— 陳潔靈 - 快樂伴侶（周聰、呂紅）— 黎小田、薛家燕 |
| 06                    | 5月28日  | 5月15日  | - 林敏驄 - 吳浩康 - 陳柏宇 - 傅珮嘉 - 仇雲峰 - 溫碧霞                                            | - 不怕寂寞（張國榮）— 黎小田 - 自妳去後 — 林敏驄 - 忘不了你（譚詠麟）— 吳浩康 - 愛的根源（譚詠麟）— 曹永廉 - 深愛著你（陳百強）— 陳柏宇 - 絕 — 傅珮嘉 - 半真半假 — 仇雲峰 - 霧之戀（譚詠麟）— 林敏驄 - 海潮 — 溫碧霞（無綫電視劇火玫瑰主題曲） - 少女心事（張國榮）— 群星 |
| 07                    | 6月4日   | 4月29日  | - 劉雅麗 - 蔣嘉瑩 - 彭家麗 - 泳兒 - 謝雷                                                         | - 心肝寶貝（梅艷芳）— 薛家燕 - 倩影、絕對空虛 — 蔡楓華 - 我和春天有個約會 — 劉雅麗 - 我和秋天有個約會 — 湯寶如 - 假如真的再有約會 — 蔣嘉瑩（亞洲電視劇我和殭屍有個約會II主題曲） - 何故．何苦．何必、是不是這樣的夜晚你才會這樣的想起我 — 彭家麗 - 完全因你（彭羚）— 泳兒 - 梨山痴情花、午夜香吻 — 謝雷 - 你為了愛情（劉雅麗）— 群星 |
| 07                    | 6月4日   | 5月10日  | - 蔡楓華                                                                                         | - 心肝寶貝（梅艷芳）— 薛家燕 - 倩影、絕對空虛 — 蔡楓華 - 我和春天有個約會 — 劉雅麗 - 我和秋天有個約會 — 湯寶如 - 假如真的再有約會 — 蔣嘉瑩（亞洲電視劇我和殭屍有個約會II主題曲） - 何故．何苦．何必、是不是這樣的夜晚你才會這樣的想起我 — 彭家麗 - 完全因你（彭羚）— 泳兒 - 梨山痴情花、午夜香吻 — 謝雷 - 你為了愛情（劉雅麗）— 群星 |
| 08                    | 6月11日  | 5月10日  | - 何婉盈 - 曾航生 - 黃寶欣 - 文佩玲 - 張立基 - 鄭敬基                                            | - 我的心裡只有你沒有他（靜婷）— 薛家燕 - 再見亦是朋友 — 何婉盈、曾航生 - 愛上你是我一生的錯 — 何婉盈 - I'm your friend I'm your lover、愛上一個不回家的人（林憶蓮）— 黃寶欣 - 今生今世（張國榮） — 湯寶如（電影金枝玉葉插曲） - 錯在情多 — 文佩玲（無綫電視劇男兒本色主題曲） - 盼你此刻奔向我、妳好嗎？！ — 張立基 - 兩脅插刀 — 鄭敬基（無綫電視劇烈火雄心插曲） - 酒杯敲鋼琴 — 鄭敬基、黃寶欣 - 再見Puppy Love（陳百強、林珊珊）— 群星 |
| 09                    | 6月25日  | 5月22日  | - Michael Learns To Rock - 楊斯捷 - 譚嘉儀 - 蕭正楠 - 陳欣健 - 羅敏莊 - 梁漢文                   | - That's Why (You Go Away) — Michael Learns to Rock - Take Me To Your Heart/吻別 — Michael Learns to Rock、楊斯捷（＂吻別＂張學友） - 越難越愛你 — 湯寶如 - 愛的輓歌（鄭秀文）— 譚嘉儀 - 當年情（張國榮）— 曹永廉、蕭正楠 - Johnny B. Goode（Chuck Berry）— 陳欣健 - Devoted to You（The Everly Brothers）— 陳欣健、黎小田 - 挑戰者 — 羅敏莊 - 七友、傷了三個心 — 梁漢文 - Kowloon Hong Kong（The Reynettes）— 群星 |
| 10                    | 7月2日   | 4月12日  | - 林沖 - 吳國敬 - 楊立門 - 姜蓓莉 - 尹光                                                         | - 梅蘭梅蘭我愛你 — 薛家燕 - 故鄉之歌、鑽石 — 林沖 - 我說過要你快樂 — 吳國敬 - 男人是否都一樣（葉玉卿）— 湯寶如 - 醒來吧！雷夢娜 — 李亞萍 - 也曾相識（譚詠麟）／你是我的唯一（巫啟賢）— 楊立門 - 摘星的晚上 — 李國祥 - 掌聲響起（鳳飛飛）— 姜蓓莉 - 追龍、十四座 — 尹光 |
| 10                    | 7月2日   | 2月11日  | - 李亞萍                                                                                         | - 梅蘭梅蘭我愛你 — 薛家燕 - 故鄉之歌、鑽石 — 林沖 - 我說過要你快樂 — 吳國敬 - 男人是否都一樣（葉玉卿）— 湯寶如 - 醒來吧！雷夢娜 — 李亞萍 - 也曾相識（譚詠麟）／你是我的唯一（巫啟賢）— 楊立門 - 摘星的晚上 — 李國祥 - 掌聲響起（鳳飛飛）— 姜蓓莉 - 追龍、十四座 — 尹光 |
| 10                    | 7月2日   | 3月7日   | - 李國祥                                                                                         | - 梅蘭梅蘭我愛你 — 薛家燕 - 故鄉之歌、鑽石 — 林沖 - 我說過要你快樂 — 吳國敬 - 男人是否都一樣（葉玉卿）— 湯寶如 - 醒來吧！雷夢娜 — 李亞萍 - 也曾相識（譚詠麟）／你是我的唯一（巫啟賢）— 楊立門 - 摘星的晚上 — 李國祥 - 掌聲響起（鳳飛飛）— 姜蓓莉 - 追龍、十四座 — 尹光 |
| 11                    | 7月9日   | 6月14日  | - 呂方 - 王馨平 - 黎瑞恩                                                                         | - 人在旅途灑淚時（關正傑、雷安娜）— 薛家燕、黎小田（亞洲電視劇人在江湖主題曲） - 別了秋天、流浪花 — 呂方 - 請不必再等、別問我是誰、夢裡是誰（亞視電視劇我和殭屍有個約會主題曲） — 王馨平 - 一人有一個夢想 — 黎瑞恩 - 陽光路上 — 黎瑞恩 - 美少女戰士 — 湯寶如、王馨平（動畫美少女戰士香港主題曲） - 聽不到的說話 — 呂方 - 每段路 — 群星 |
| 12                    | 7月16日  | 6月21日  | - 柳影虹 - Joe Junior - 戴辛尉 - 王浩信 - 譚嘉儀 - 胡美儀                                        | - 一水隔天涯 — 薛家燕 - 少女慈禧（亞視電視劇少女慈禧主題曲）、紅燭淚 — 柳影紅 - Pretty Woman、親情（羅文）— Joe Junior - 如何掉眼淚（鄭秀文）— 糖妹 - 從不知（郭小霖）— 曹永廉 - 討你厭 — 戴辛尉 - 陪著你走（盧冠廷）— 王浩信、譚嘉儀（無綫電視劇不懂撒嬌的女人插曲） - 愛的禮物（鳳飛飛）、百花亭之戀（黃煥嬋）— 胡美儀 |
| 12                    | 7月16日  | 6月14日  | - 糖妹                                                                                           | - 一水隔天涯 — 薛家燕 - 少女慈禧（亞視電視劇少女慈禧主題曲）、紅燭淚 — 柳影紅 - Pretty Woman、親情（羅文）— Joe Junior - 如何掉眼淚（鄭秀文）— 糖妹 - 從不知（郭小霖）— 曹永廉 - 討你厭 — 戴辛尉 - 陪著你走（盧冠廷）— 王浩信、譚嘉儀（無綫電視劇不懂撒嬌的女人插曲） - 愛的禮物（鳳飛飛）、百花亭之戀（黃煥嬋）— 胡美儀 |
| 13                    | 7月30日  | 7月14日  | - 鄧紫棋 - 胡鴻鈞 - 麥潔文 - 鄭融 - 蔚雨芯 - sp'ACE - 林欣彤                                     | - 心事有誰知 — 薛家燕 - 有心人（張國榮）— 鄧紫棋 - 誰明浪子心（王傑）— 鄧紫棋、胡鴻鈞 - 勁舞 Dancing Queen、路黑山高錫人夜、歲月無聲 — 麥潔文 - 紅綠燈 — 鄭融 - 下雨天（林憶蓮、Blue Jeans）— 蔚雨芯、sp'ACE - 睡公主 — 鄧紫棋 - A.I.N.Y（鄧紫棋）— 鄧紫棋、林欣彤 - 分分鐘需要你（林子祥）— 曹永廉 - 飛躍舞台（梅艷芳）— 群星 |
| 14                    | 8月6日   | 7月27日  | - 冉肖玲 - 黃淑儀 - 周小君 - Kellyjackie - 麗莎 - 黃良昇@藍戰士 - 獅9樂團                        | - 乜都盞Love HK No.1 — 薛家燕 - 親密愛人（梅艷芳）— 冉肖玲、黃淑儀 - 藍色的夢 — 冉肖玲 - 微妙的三角 — 周小君 - 他約我去迪士尼 — Kellyjackie - 竉物 — 小肥 - 我有一段情（吳鶯音）— 黃淑儀 - 細水長流（蔡齡齡）— 湯寶如 - 相思淚 — 麗莎 - 豈有此理（Blue Jeans）— 黃良昇、獅9樂團 - 說不出的快活（葛蘭）— 群星 |
| 14                    | 8月6日   | 7月31日  | - 小肥                                                                                           | - 乜都盞Love HK No.1 — 薛家燕 - 親密愛人（梅艷芳）— 冉肖玲、黃淑儀 - 藍色的夢 — 冉肖玲 - 微妙的三角 — 周小君 - 他約我去迪士尼 — Kellyjackie - 竉物 — 小肥 - 我有一段情（吳鶯音）— 黃淑儀 - 細水長流（蔡齡齡）— 湯寶如 - 相思淚 — 麗莎 - 豈有此理（Blue Jeans）— 黃良昇、獅9樂團 - 說不出的快活（葛蘭）— 群星 |
| 15                    | 8月13日  | 7月31日  | - 鄭瑞芬 - 黃翊 - 蘇姍 - 李彩華 - Zen - 呂珊                                                     | - 公子多情（劉美君）— 薛家燕 - 假裝．假純情 — 鄭瑞芬 - 這麼近（那麼遠）（張學友）— 黃翊 - 換到千般恨（麗的電視劇天蠶變插曲）、少年黃飛鴻（麗的電視劇少年黃飛鴻主題曲） — 柳影虹 - 明日話今天（甄妮）— 蘇姍 - 你唔愛我啦 — 李彩華 - I Remember You — ZEN - 只記今朝笑／大內群英（葉振棠）／天蠶變（關正傑）／春雨彎刀（甄妮）／萬水千山縱橫（關正傑）— 呂珊 - 星光背後 — 呂珊 - 猛龍特警隊（徐小鳳）— 群星 |
| 15                    | 8月13日  | 6月21日  | - 柳影虹                                                                                         | - 公子多情（劉美君）— 薛家燕 - 假裝．假純情 — 鄭瑞芬 - 這麼近（那麼遠）（張學友）— 黃翊 - 換到千般恨（麗的電視劇天蠶變插曲）、少年黃飛鴻（麗的電視劇少年黃飛鴻主題曲） — 柳影虹 - 明日話今天（甄妮）— 蘇姍 - 你唔愛我啦 — 李彩華 - I Remember You — ZEN - 只記今朝笑／大內群英（葉振棠）／天蠶變（關正傑）／春雨彎刀（甄妮）／萬水千山縱橫（關正傑）— 呂珊 - 星光背後 — 呂珊 - 猛龍特警隊（徐小鳳）— 群星 |
| 16                    | 8月20日  | 8月14日  | - 林嘉華 - 黎諾懿 - 湯洛雯 - 姚子羚 - 曾航生 - 譚偉權 - 甄詠珊 - 蘇永康 - 雷安娜 - 黎明詩        | - 朋友（譚詠麟）— 薛家燕、黎諾懿、湯洛雯、林嘉華、姚子羚、曾航生、譚偉權、甄詠珊 - 從來未發生、不想獨自快樂 — 蘇永康 - 殘夢、舊夢不須記 — 雷安娜 - 最愛是誰（林子祥）— 王梓軒（電影最愛主題曲） - 敢恨敢愛、愛上不愛我的人 — 黎明詩 - The Best is Yet to Come、喝采（陳百強，電影喝采主題曲）— 林一峰 - 朦朧夜雨裡（梁朝偉）— 蘇永康 - 愛情陷阱（譚詠麟）— 群星 |
| 16                    | 8月20日  | 7月31日  | - 王梓軒                                                                                         | - 朋友（譚詠麟）— 薛家燕、黎諾懿、湯洛雯、林嘉華、姚子羚、曾航生、譚偉權、甄詠珊 - 從來未發生、不想獨自快樂 — 蘇永康 - 殘夢、舊夢不須記 — 雷安娜 - 最愛是誰（林子祥）— 王梓軒（電影最愛主題曲） - 敢恨敢愛、愛上不愛我的人 — 黎明詩 - The Best is Yet to Come、喝采（陳百強，電影喝采主題曲）— 林一峰 - 朦朧夜雨裡（梁朝偉）— 蘇永康 - 愛情陷阱（譚詠麟）— 群星 |
| 16                    | 8月20日  | 8月4日   | - 林一峰                                                                                         | - 朋友（譚詠麟）— 薛家燕、黎諾懿、湯洛雯、林嘉華、姚子羚、曾航生、譚偉權、甄詠珊 - 從來未發生、不想獨自快樂 — 蘇永康 - 殘夢、舊夢不須記 — 雷安娜 - 最愛是誰（林子祥）— 王梓軒（電影最愛主題曲） - 敢恨敢愛、愛上不愛我的人 — 黎明詩 - The Best is Yet to Come、喝采（陳百強，電影喝采主題曲）— 林一峰 - 朦朧夜雨裡（梁朝偉）— 蘇永康 - 愛情陷阱（譚詠麟）— 群星 |
| 17                    | 8月27日  | 8月17日  | - 葉振棠 - 李龍基 - 張武孝 - 陳潔麗 - 鍾舒漫 - 商天娥 - 張崇德                                   | - 儂本多情（張國榮）— 黎小田 - 忘盡心中情 — 葉振棠 - 願你待我真的好（葉振棠、葉麗儀）— 葉振棠、薛家燕 - 浣花洗劍錄 — 李龍基 - 隋唐風雲、大地恩情（關正傑）— 張武孝 - 零時十分（葉蒨文）— 陳潔麗 - 給自己的信 — 鍾舒漫 - 只怕不再遇上（張國榮、陳潔靈）— 張崇德、商天娥 |
| 18                    | 9月10日  | 8月24日  | - 周慧敏 - 陳曉東 - 王馨平 - 洪楗華                                                              | - 我們的近況 — 湯寶如 - 最愛／天荒愛未老 — 周慧敏 - 流言（林隆璇、周慧敏）— 陳曉東、周慧敏 - 水瓶座 — 陳曉東 - 寒冰 — 王馨平 - 我失戀你悲傷 — 洪楗華 - 孤單的心痛 — 周慧敏 - 自作多情（周慧敏）— 周慧敏、王馨平、湯寶如 |
| 19                    | 9月17日  | 9月11日  | - 容祖兒 - 許靖韻 - 區海倫 - 陳明憙                                                              | - 逃避你／16號愛人／心淡／習慣失戀、（你沒有）好結果（李蕙敏）— 容祖兒 - 留低鎖匙（許茹芸）— 許靖韻 - 緣份（張國榮、梅艷芳）— 曹永廉、湯寶如（電影緣份主題曲） - 是否（蘇芮）— 區海倫 - 如風（王菲）— 陳明憙 - 一首獨唱的歌（關淑怡）、全身暑假、隆重登場 — 容祖兒 |
| 流行經典50年 唱爆周末 |          |          |                                                                                                  | |
| 01                    | 9月23日  | 9月4日   | - 張崇基 - 張崇德 - 唐韋琪 - 陳浩民 - 黎芷珊 - 戴蘊慧 - 戴辛尉 - 譚偉權 - 露雲娜                 | 兒歌 - 家燕媽媽 — 薛家燕 - 龍珠二世 — 張崇基、張崇德（卡通片龍珠二世主題曲） - 夢中天使 — 唐韋琪（卡通片長腿叔叔主題曲） - 生命有價 — 王馨平 - 阿花的故事 — 袁鳳瑛 - 寵物小精靈 — 陳浩民（卡通片寵物小精靈主題曲） - 風裡的故事 — 黎芷珊（卡通片淘氣小雪兒主題曲） - 我係小忌廉 — 戴蘊慧（卡通片我係小忌廉主題曲） - 西飛客機（戴蘊慧）— 戴蘊慧、戴辛尉 - 白石嶺公園 — 譚偉權 - 傳說（卡通片千年女王插曲）、千年女王（卡通片千年女王主題曲）— 露雲娜 - 銀河鐵道999（黎小田）— 群星 |
| 01                    | 9月23日  | 9月14日  | - 王馨平                                                                                         | 兒歌 - 家燕媽媽 — 薛家燕 - 龍珠二世 — 張崇基、張崇德（卡通片龍珠二世主題曲） - 夢中天使 — 唐韋琪（卡通片長腿叔叔主題曲） - 生命有價 — 王馨平 - 阿花的故事 — 袁鳳瑛 - 寵物小精靈 — 陳浩民（卡通片寵物小精靈主題曲） - 風裡的故事 — 黎芷珊（卡通片淘氣小雪兒主題曲） - 我係小忌廉 — 戴蘊慧（卡通片我係小忌廉主題曲） - 西飛客機（戴蘊慧）— 戴蘊慧、戴辛尉 - 白石嶺公園 — 譚偉權 - 傳說（卡通片千年女王插曲）、千年女王（卡通片千年女王主題曲）— 露雲娜 - 銀河鐵道999（黎小田）— 群星 |
| 01                    | 9月23日  | 9月11日  | - 袁鳳瑛                                                                                         | 兒歌 - 家燕媽媽 — 薛家燕 - 龍珠二世 — 張崇基、張崇德（卡通片龍珠二世主題曲） - 夢中天使 — 唐韋琪（卡通片長腿叔叔主題曲） - 生命有價 — 王馨平 - 阿花的故事 — 袁鳳瑛 - 寵物小精靈 — 陳浩民（卡通片寵物小精靈主題曲） - 風裡的故事 — 黎芷珊（卡通片淘氣小雪兒主題曲） - 我係小忌廉 — 戴蘊慧（卡通片我係小忌廉主題曲） - 西飛客機（戴蘊慧）— 戴蘊慧、戴辛尉 - 白石嶺公園 — 譚偉權 - 傳說（卡通片千年女王插曲）、千年女王（卡通片千年女王主題曲）— 露雲娜 - 銀河鐵道999（黎小田）— 群星 |
| 02                    | 9月30日  | 8月19日  | - 吳若希 - 吳浩康 - 李蕙敏                                                                       | - 憑著愛（蘇芮）— 薛家燕 - 越難越愛（電視劇使徒行者插曲）、眼淚的秘密（電視劇武則天片尾曲） — 吳若希 - 華麗舞台、忘情森巴舞、永遠愛著你、年輕的聲音 — 草蜢 - 孩子王 — 吳浩康 - 活得比你好、第四者（Echo）— 李蕙敏 - 激光中（羅文）— 群星 |
| 02                    | 9月30日  | 9月15日  | - 草蜢                                                                                           | - 憑著愛（蘇芮）— 薛家燕 - 越難越愛（電視劇使徒行者插曲）、眼淚的秘密（電視劇武則天片尾曲） — 吳若希 - 華麗舞台、忘情森巴舞、永遠愛著你、年輕的聲音 — 草蜢 - 孩子王 — 吳浩康 - 活得比你好、第四者（Echo）— 李蕙敏 - 激光中（羅文）— 群星 |
| 03                    | 10月14日 | 9月15日  | - 閻奕格 - 側田 - 何雁詩 - 張立基 - 黎明詩 - 朱咪咪                                              | - 冰凍的女人（鄺美雲）、心裡的陽光（葉蒨文）、冰山大火（梅艷芳）— 湯寶如 - 讓我跟你走（彭羚）— 閻奕格 - 男人KTV、Kong — 側田 - 依然（林憶蓮）— 何雁詩 - 異性相吸 — 張立基、黎明詩 - 愛與痛的邊緣（王菲）— 曹永廉 - 打雀英雄傳（許冠傑）、相識也是緣份（張德蘭）— 朱咪咪 - 暫別（譚詠麟、雷安娜）— 薛家燕、黎小田、湯寶如、曹永廉 |
| 流行經典50年（續）    |          |          |                                                                                                  | |
| 20                    | 12月23日 | 12月6日  | - Shine - 關楚耀 - 布志綸@Mr. - 洪卓立 - 姜皓文 - JW王灝兒 - 吳國敬                              | - 皆大歡喜（時裝版） — 薛家燕 - 燕尾蝶、半成年 — Shine - Lonely Christmas（陳奕迅）、今年沒聖誕（許志安）— 關楚耀、布志綸 - 彌敦道 — 洪卓立 - 相依為命（陳小春）— 姜皓文（「我不是歌手」環節） - 沒有回憶的冬季 — 湯寶如 - Last Christmas（Wham!）— 王灝兒 - 戰場上的快樂聖誕（郭富城）— 吳國敬 - We Wish You A Merry Christmas — 群星 |

### 2018年
| 集數 | 播映日期 | 錄影日期       | 嘉賓（按場序） | 歌曲 |
| 21   | 1月6日   | 2017年12月10日 | - 黎瑞恩 - 文佩玲 - 胡渭康 - 鍾舒漫 - 歐陽德勛 - 蔡立兒 - 劉美娟 - 黃翊                                                                                  | 永遠的梅艷芳 - 再共舞（梅艷芳）— 薛家燕 - 胭脂扣（梅艷芳）、痴痴愛一次（梅艷芳）— 黎瑞恩 - 邁向新一天（梅艷芳、李中浩）— 胡渭康、文佩玲 - 似火探戈（梅艷芳）— 鍾舒漫 - 赤的疑惑（梅艷芳）— 劉美娟（「我不是歌手」環節） - 纏綿千遍（梅艷芳、成龍）— 歐陽德勛、蔡立兒 - 裝飾的眼淚（梅艷芳）— 湯寶如 - 心債（梅艷芳）— 黃翊 - 愛將（梅艷芳、草蜢）— 群星 |
| 22   | 1月13日  | 2017年12月18日 | - 雷安娜 - 蔣志光 - 李樂詩 - 樊亦敏 - 洪楗華 - 車婉婉 - 小肥                                                                                             | - 開心女人Cha Cha Cha — 薛家燕 - 停不了的愛（彭健新、雷安娜）— 曹永廉、雷安娜 - 心裡日記（許冠傑）— 雷安娜 - 吾愛被愛（李樂詩）— 蔣志光 - 終有一天感動你 — 李樂詩 - 愛是永恆（張學友）— 蔣志光、李樂詩 - 再坐一會（鄺美雲）— 樊亦敏（「我不是歌手」環節） - 李香蘭（張學友）— 洪楗華 - 不必剎掣 — 車婉婉 - 會過去的（許志安、車婉婉）— 小肥、車婉婉 - Sha La La La（溫拿）— 群星 |
| 23   | 1月20日  | 1月4日         | - 古巨基 - 趙學而 - 梁佩瑚 | - 歡樂今宵、戀無可戀、重複犯錯、初心 — 古巨基 - 每隔兩秒、自欺欺人 — 趙學而 - 煙花雪（吳婉芳）— 梁佩瑚（「我不是歌手」環節） - 最佳位置（陳慧琳）— 趙學而 - 愛與誠、傷追人 — 古巨基 - 友共情（古巨基）— 群星 |
| 24   | 2月10日  | 1月8日         | - 王祖藍 - 阮兆祥 - 李思捷 - 陳佳 - 谷佳倪 - 王小樹 - 朗嘎拉姆 - 林沖 - 王君馨 - 羅敏莊 - 陳禛（羅敏莊女兒）                                             | - 兄弟 — 李思捷、阮兆祥、王祖藍 - 浮誇（陳奕迅）— 王祖藍 - 我心深處（阮兆祥、彭羚）— 阮兆祥 - 我願意（張國榮）— 李思捷 - 再見我的愛人（鄧麗君）— 陳佳 - 千言萬語（鄧麗君）— 谷佳倪 - 愛人（鄧麗君）— 王小樹 - 何日君再來（鄧麗君）— 朗嘎拉姆 - 幸福在這裡、莎麗娜戀歌 — 林沖 - 三人行（林子祥、劉天蘭、詩詩）— 阮兆祥、羅敏莊、陳禛 - 我不夠愛你（劉德華、陳慧琳）— 李思捷、王君馨 - 將冰山劈開（梅艷芳、許志安）— 羅敏莊、阮兆祥、王祖藍 - 漫步人生路（鄧麗君）— 群星 |
| 25   | 2月17日  | 1月11日        | - 王梓軒 - 黃山怡 - 吳業坤 - 姜麗文 - 杜德偉 - 宋豪輝 - 戴愛玲 - 區永權 - 袁志偉                                                                         | - 喜氣洋洋（徐小鳳）、恭喜恭喜、財神黎賀你（安德尊、薛家燕）— 吳業坤、黃山怡、王梓軒、姜麗文、薛家燕 - 不要重播、擦身情緣、無心傷害、不走、天生喜歡你 — 杜德偉 - 千枝針刺在心（林子祥）— 宋豪輝 - 對的人 — 戴愛玲 - 藍雨（張學友）— 區永權（「我不是歌手」環節） - 我在窗前等你 — 袁志偉 - 影子舞、未變過、給我吧、脫掉 — 杜德偉 - 財神到（許冠傑）— 群星 |
| 26   | 2月24日  | 1月28日        | - Honey Bees - 小雪 - 漢洋 - 韋綺姍 - 歌莉雅 - 劉玉翠 - 連詩雅 - 黎瑞恩                                                                                  | - 信者得愛（鄭秀文）— 薛家燕、Honey Bees - 其實我介意 — 小雪、漢洋 - 每一句說話（太極）— 小雪 - 城市儷人 — 韋綺姍 - 野孩子（楊千嬅）— 歌莉雅 - I'm Sorry — 劉玉翠 - 到此為止 — 連詩雅 - 愛你一定快樂、雨季不再來 — 黎瑞恩 - 最緊要好玩（許冠傑）— 群星 |
| 27   | 3月17日  | 3月3日         | - 唐文龍 - 海俊傑 - 楊詩敏 - Dear Jane - 陳嘉茵 - 劉浩龍                                                                                                 | - 愛得太遲、每天愛你多一些（張學友）／只要為我愛一天（黎明）／分手總要在雨天（張學友）／情深說話未曾講（黎明）／祇想一生跟你走（張學友）／那有一天不想你（黎明）— 古巨基（「我們的勁歌金曲」環節） - 我要怎麼知道你愛我如果我們永遠不說 — 唐文龍 - 微風中 — 海俊傑 - 女人心（梅艷芳）— 楊詩敏（「我不是歌手」環節） - 光輝歲月（Beyond）— Dear Jane - 獨家試唱（鄭秀文）— 陳嘉茵 - 思覺失調 — 劉浩龍 - 勁歌金曲（古巨基）— 群星 |
| 28   | 3月24日  | 3月5日         | - 何嘉莉 - 范振鋒 - 黃韻材 - 雷深如 - 鄭梓浩 | - 兩種人、等（陳百強）— 何嘉莉 - 一生情不絕 — 范振鋒 - 第二最愛（「我們的勁歌金曲」環節）、今宵多珍重（陳百強）— 古巨基 - 不裝飾你的夢（蔡國權）— 黃韻材（「我不是歌手」環節） - 幾段情歌（林子祥）— 雷深如 - 願（林憶蓮）— 湯寶如 - 孤單的我 — 鄭梓浩 - 祝福（葉蒨文）— 群星 |
| 29   | 3月31日  | 3月21日        | - 張敬軒 - 小肥 - 高海寧 | - 午夜結他（陳淑樺）— 薛家燕、黎小田 - 老了十歲／餘震／櫻花樹下／缺 — 張敬軒 - 這就是愛（林楚麒）— 小肥 - Lemon Tree（蘇慧倫）— 高海寧（「我不是歌手」環節） - 可惜我是水瓶座（楊千嬅）、煙雨淒迷（陳百強）— 張敬軒 - Monica（張國榮）、Dear Leslie — 古巨基（「我們的勁歌金曲」環節） - 共同渡過（張國榮）— 群星 |
| 30   | 4月7日   | 3月24日        | - 梁詠琪 - 康華 - 胡鴻鈞 - 陳明憙 | - 花火／一天一天／他喜歡的是你／高妹正傳／兩個人的幸運 — 梁詠琪 - 許願 — 梁詠琪、古巨基（「我們的勁歌金曲」環節） - 心如刀割（張學友）／愛你一萬年（劉德華）— 古巨基（「我們的勁歌金曲」環節） - 你怎麼捨得我難過（黃品源）— 康華（「我不是歌手」環節） - 任天堂流淚（古巨基）— 胡鴻鈞 - 橫濱別戀（李蕙敏）— 陳明憙 - B面第一首 — 梁詠琪 |
| 31   | 4月14日  | 3月28日        | - 區瑞強 - 林穎彤 - Super Girls - 胡琳 | - 敲敲門（鳳飛飛）— 薛家燕 - 漁火閃閃、愛在陽光空氣中（譚詠麟）、感情到老（陳百強）— 區瑞強 - 任何天氣（張柏芝）— 林穎彤（「我不是歌手」環節） - 明天／再不易忘記（開心少女組）— Super Girls - 藍天與白雲、誰願放手（陳慧琳）— 古巨基（「我們的勁歌金曲」環節） - 我為何讓你走（郭富城）— 胡琳 - 幸運是我（葉德嫻）— 湯寶如 - 我的親愛（黎明）— 群星 |
| 32   | 4月21日  | 4月3日         | - 伍富橋 - 劉祖兒 - 朱凱婷 - 蔡興麟 - 李樂詩 | - 雙星情歌（許冠傑）— 薛家燕、黎小田 - 不要驚動愛情（高皓正）— 陳敏之 - 地球很危險（古巨基）— 伍富橋 - 喜歡我 — 劉祖兒 - 傻女（陳慧嫻）— 朱凱婷（「我不是歌手」環節） - 義海豪情、交出我的心（梅艷芳）— 古巨基（「我們的勁歌金曲」環節） - 為了你、為了我 — 蔡興麟 - Endless Love（Diana Ross & Lionel Richie）— 蔡興麟、李樂詩 - 半斤八両（許冠傑）— 群星 |
| 33   | 4月28日  | 4月8日         | - 方力申 - 杜德智 - 唐韋琪 - 寶珮如 - Christine Samson@D'Topnotes                                                                                        | - 好心好報 — 方力申 - 真的漢子（林子祥）— 杜德智、方力申 - 長年長月 — 杜德智 - 天才與白癡、春光乍洩（黃耀明）— 古巨基（「我們的勁歌金曲」環節） - 飄戀 — 唐韋琪 - 夜半輕私語（許冠傑）— 寶珮如 - 愛的開始（鄧麗君）、Begin the Beguine（June Knight）— Christine Samson - 朋友（譚詠麟）— 方力申、Christine Samson - Can't Buy Me Love（The Beatles）— 群星 |
| 34   | 5月5日   | 4月12日        | - 關心妍 - 姚安娜 - 森美 | - 荷花香（芳艷芬）— 薛家燕 - 放生／優先訂座／你有心 — 關心妍 - 聽海（張惠妹）— 森美（「我不是歌手」環節） - 狡辯 — 姚安娜 - 講不出聲（關菊英）— 關心妍 - 日與夜（林憶蓮、張學友）— 古巨基、關心妍 - 愛的根源（譚詠麟）、誰可改變（譚詠麟）、霧之戀（譚詠麟）、必殺技 — 古巨基（「我們的勁歌金曲」環節） - 忍著涙說Goodbye（小虎隊）— 群星 |
| 35   | 5月12日  | 4月16日        | - 冉肖玲 - 張崇基 - 張崇德 - 劉美娟 - 應昌佑 - 張文慈 - 鄭世豪 - 李麗霞                                                                                  | - 魂縈舊夢（白光）、如果沒有你（白光）— 冉肖玲 - 月亮代表我的心（陳芬蘭）— 冉肖玲、應昌佑 - 終身美麗（鄭秀文）— 張崇基、張崇德 - 心仍是冷（倫永亮、梅艷芳）— 張崇德、劉美娟 - 幸福摩天輪（陳奕迅）— 應昌佑 - 情歸何處（梅艷芳）— 張文慈（「我不是歌手」環節） - 灰飛煙滅（許志安）— 鄭世豪 - 真的愛妳（Beyond）— 李麗霞 - 還有（林憶蓮、王傑）、乾一杯（林子祥、葉蒨文）— 李麗霞、鄭世豪 - 世上只有（容祖兒）— 群星 |
| 36   | 5月19日  | 4月20日        | - 葉麗儀 - 泳兒 - 李忠希 - 吳幸美 - 鄭俊弘 | - 我的心裡沒有他（静婷）、從前慢（劉胡軼）— 葉麗儀 - 感應、愛後餘生（謝霆鋒）— 泳兒 - 太著緊 — 李忠希 - 與淚抱擁（陳慧嫻）— 吳幸美（「我不是歌手」環節） - 放不低（鄭秀文）— 鄭俊弘 - 相逢何必曾相識（蔣志光、韋綺姗）— 陳敏之、胡諾言 - 上海灘 — 葉麗儀 - 女黑俠木蘭花（葉麗儀）— 群星 |
| 37   | 6月2日   | 4月27日        | - 薛凱琪 - 江希文 - 菊梓喬 - 衛詩 - 馬蹄露 | - XBF、886 — 薛凱琪 - 我願意（王菲）— 胡諾言 - 自編自演、忘記他（鄧麗君）— 江希文 - 仍然是最愛你（彭羚）— 菊梓喬 - 對不起我愛你（黎明）— 衛詩 - 談情說愛（葉蒨文、鄭秀文）— 衛詩、陳敏之 - 願君心記取（張德蘭）— 馬蹄露（「我不是歌手」環節） - 奇洛李維斯回信 — 薛凱琪 - 大日子（陳慧琳）— 群星 |
| 38   | 6月9日   | 5月6日         | - 陳潔靈 - 溫碧霞 - B2 - 林利 - 關心妍 - 朱咪咪 | - 華麗舞台（草蜢）— 薛家燕、黎小田、陳敏之、胡諾言 - 只怕不再遇上（陳潔靈、張國榮）／千個太陽（陳潔靈、葉德嫻）／再見Sayonara — 陳潔靈 - 自由在我手（余安安）— 溫碧霞 - 停不了的愛（彭健新、雷安娜）— 溫碧霞、胡諾言 - 千言萬語（鄧麗君）— 溫碧霞 - Disco Dancing — B2 - 始終怕講（蔣慶龍）— 林利 - 陪着你走（盧冠廷、劉天蘭）、今日（陳奕迅）— 關心妍 - 風雨同路（徐小鳳）— 朱咪咪 - 白金升降機（陳潔靈）— 群星 |
| 39   | 6月23日  | 5月14日        | - 奚秀蘭 - 劉雅麗 - 譚偉權 - 鄧小巧 - 楊天經 - 王浩信 | - 歸帆（汪明荃）— 薛家燕 - 三年（李香蘭）、故鄉情 — 奚秀蘭 - 似是故人來（梅艷芳）— 劉雅麗 - 他令我改變（梅艷芳）— 劉雅麗、譚偉權 - 沒有你還是愛你（林憶蓮）— 鄧小巧 - 謝謝你的愛（劉德華）— 楊天經（「我不是歌手」環節） - 難得有情人（關淑怡）— 陳敏之 - 聽說愛情回來過（林憶蓮）、Sorry — 王浩信 - 熱情的沙漠（歐陽菲菲）— 群星 |
| 40   | 6月30日  | 6月1日         | - Mr. - 胡蓓蔚 - 黃和興@Zen - Kolor - Yellow! - 石頭樂隊 - 林曉峰 - 梁釗峰@C AllStar - 吳浩康                                                            | 緬懷「黃家駒（Beyond）」 - 情人（Beyond）／俾面派對（Beyond）— Mr. - 冷雨夜（Beyond）— 胡蓓蔚 - 未曾後悔（Beyond）— 黃和興 - 大地（Beyond）、長城（Beyond）— Kolor、Yellow! - 不再猶豫（Beyond）— 石頭樂隊 - 海闊天空（Beyond）— 林曉峰（「我不是歌手」環節） - Amani（Beyond）— 梁釗峰 - 誰伴我闖蕩（Beyond）— 吳浩康 - 灰色軌跡（Beyond）— 吳浩康、梁釗峰 - 無悔這一生（Beyond）— 群星 |
| 41   | 7月7日   | 6月7日         | - 彭健新 - 張慧 - 葉文輝 - 林淑敏 - 羅力威 | - 可愛的笑容 — 彭健新 - 玩的格言（彭健新、譚詠麟）— 彭健新、胡諾言 - 夢會楊貴妃、保鑣（張玲）— 張慧 - I Believe — 葉文輝 - 飄雪（陳慧嫻）— 林淑敏（「我不是歌手」環節） - 燈火欄柵處（蘇永康）— 羅力威 - 星夢情真（陳慧琳）— 陳敏之 - 二等良民 — 彭健新 - 陽光大減價（彭健新）— 群星 |
| 42   | 7月14日  | 6月22日        | - Honey Bees - Super Boys - 劉彩玉 - 鄭梓浩 - 朱潔儀 - 區永權 - 傅珮嘉                                                                                   | - One Way Ticket（Neil Sedaka）— 薛家燕、Honey Bees、Super Boys - 東方之珠（甄妮）、明日話今天（甄妮）、夏日戀人（梅艷芳）— 黎瑞恩 - 一切也願意（關淑怡）— 劉彩玉 - 一對妒忌的心 — 劉彩玉、鄭梓浩 - 對手戲 — 朱潔儀 - 小酒窩（林俊傑、蔡卓妍）— 區永權、陳敏之 - 一支煙的時間、星語心願（張柏芝）— 傅珮嘉 - 跳舞街（陳慧嫻）— 群星 |
| 43   | 7月21日  | 6月28日        | - 彭健新@溫拿樂隊 - 陳友@溫拿樂隊 - 葉智強@溫拿樂隊 - 王梓軒 - 鄧加樂@GTM - 吳鶴謙 - 林耀聲 - 陳國峰 - 余德丞 - 文佩玲 - 曾航生                          | - 千載不變（溫拿）／玩下啦（溫拿）／L-O-V-E LOVE（溫拿）— 彭健新、陳友、葉智強、王梓軒、鄧加樂、吳鶴謙、林耀聲 - 赤子（葉德嫻）— 陳國峰 - 單車（陳奕迅）— 余德丞（「我不是歌手」環節） - 多情（黎瑞恩）— 黎瑞恩、陳敏之 - 浪子Jacky — 文佩玲 - 永遠幸福 — 曾航生 - 焚心以火／瀟灑走一回（葉蒨文）、執迷不悔（王菲）— 黎瑞恩 - 200度（葉蒨文）— 群星 |
| 44   | 7月28日  | 7月10日        | - 露雲娜 - Dear Jane - 關寶慧 - 洪楗華 | - 愛的火花 Dynamite、藍月亮（李克勤）— 露雲娜 - 不許你注定一人、無聲仿有聲（謝霆鋒）— Dear Jane - 一對寂寞的心（陳慧嫻、張學友）— 黎瑞恩、胡諾言 - 相思河畔（陳百強）— 關寶慧（「我不是歌手」環節） - 或許會是一世的愛 — 洪楗華 - 愛過痛過亦願等（彭羚）、熱愛島（鄭秀文）— 黎瑞恩 - 紅日（李克勤）— 群星 |
| 45   | 8月4日   | 7月14日        | - 肥媽 - 王敏德 - 張武孝 - 莫家淦 - 方麗盈 | - 說不出的快活（葛蘭）／今晚夜（陳潔靈）／高山青（張茜西）／舊歡如夢（譚炳文）、浪子心聲（許冠傑）— 肥媽 - I Got You (I Feel Good) （James Brown）／Crazy Little Thing Called Love（Queen）— 王敏德 - 我的歌、羅娜 — 張武孝 - 半天假（許志安）— 莫家淦（「我不是歌手」環節） - 傷感雨天、只有分離（黃鶯鶯）— 方麗盈 - 對你太在乎（陳慧琳）／姊妹（楊千嬅）／隆重登場（容祖兒）、如果我有事（劉德華）— 黎瑞恩 - 友誼之光（肥媽）— 群星 |
| 46   | 8月11日  | 7月29日        | - 田蕊妮 - 張偉文 - 彭家麗 - 鄧佩儀 - 吳業坤 - 葉振棠 - 陳浩德 - 李龍基                                                                                  | - 一首獨唱的歌（關淑怡）、沒那麼簡單（黃小琥）— 田蕊妮 - 離別的叮嚀 — 張偉文 - 風鈴、堆積情感（鄺美雲）— 彭家麗 - 天黑黑（孫燕姿）— 鄧佩儀（「我不是歌手」環節） - 傾城（許美靜）— 吳業坤 - 笛子姑娘 — 葉振棠 - 不應再猶豫（蔡國權）— 陳浩德 - 稻草人 — 李龍基 - 醉紅塵（關正傑）— 群星 |
| 47   | 8月18日  | 8月10日        | - 關楚耀 - 蔡立兒 - 郭少芸 - 楊漢源@Fundamental - 黃翊                                                                                                   | - 我找到自己（劉家昌）— 黎小田 - 離開以後（張學友）— 關楚耀、胡諾言 - 你當我什麼 — 關楚耀 - 生死約 — 蔡立兒 - 抱緊眼前人（梅艷芳）— 郭少芸（「我不是歌手」環節） - 流亡舞影、感覺號渡輪 — 楊漢源@Fundamental - 愛是從來無盡頭、喜歡愛你 — 黃翊 - 夏日寒風（譚詠麟）— 群星 |
| 48   | 9月2日   | 9月1日         | - 鍾鎮濤@溫拿樂隊 - 杜德偉 | - 一段情（鍾鎮濤、彭健新）、情變、甘心、只要你過得比我好 — 鍾鎮濤 - 要是有緣（鍾鎮濤）— 杜德偉 - 愛情組曲（鍾鎮濤、張學友、蔡國權）— 鍾鎮濤、杜德偉 - 痴心的一句、今天我非常寂寞、讓我坦蕩蕩、故事繼續、夢裡嫣紅、紅葉斜落我心寂寞時 — 鍾鎮濤 - 香腸﹑蚊帳﹑機關槍（鍾鎮濤）— 群星 |
| 49   | 9月23日  | 9月2日         | - 蔡楓華 - 謝文欣 - 孫佳君 - Anders Nelsson - 陳潔麗 | - 何必曾相識、也許（何家勁）、月蝕、十年 — 蔡楓華 - 秋月（芳艷芬）、鴛鴦鳥（鄭錦昌）— 麗莎 - 易愛難收（黃凱芹）— 謝文欣 - 天與地（王菲）／用心良苦（張宇）— 孫佳君（「我不是歌手」環節） - I Still Love You（The Kontinentals）— Anders Nelsson - 印象（許冠傑）、至少還有你（林憶蓮）— 陳潔麗 - IQ成熟時（蔡楓華）— 群星 |
| 49   | 9月23日  | 9月10日        | - 麗莎 | - 何必曾相識、也許（何家勁）、月蝕、十年 — 蔡楓華 - 秋月（芳艷芬）、鴛鴦鳥（鄭錦昌）— 麗莎 - 易愛難收（黃凱芹）— 謝文欣 - 天與地（王菲）／用心良苦（張宇）— 孫佳君（「我不是歌手」環節） - I Still Love You（The Kontinentals）— Anders Nelsson - 印象（許冠傑）、至少還有你（林憶蓮）— 陳潔麗 - IQ成熟時（蔡楓華）— 群星 |
| 50   | 10月13日 | 9月30日        | - 張崇基 - 張崇德 - 傅珮嘉 - 吳業坤 - 鍾舒漫 - 許靖韻 - 曾樂彤 - 漢洋 - JW王灝兒                                                                         | 緬懷「羅文」 - 在我生命裡（羅文）— 薛家燕、黎小田、胡諾言 - 幾許風雨（羅文）— 張崇基、張崇德 - 問誰領風騷（羅文、甄妮）— 張崇基、張崇德、傅珮嘉 - 家變（羅文）— 吳業坤 - 紋身的獵人（羅文）— 鍾舒漫 - Just For You（羅文）— 許靖韻 - 波斯貓（羅文）— 曾樂彤、許靖韻、鍾舒漫 - 中國夢（羅文）／紅棉（羅文）— 漢洋 - 朋友一個（羅文）— 傅珮嘉 - 前程綿繡（羅文）— 鍾鎮濤 - 留給這世上我最愛的人（羅文）— JW王灝兒 - 獅子山下（羅文）— 群星 |
| 50   | 10月13日 | 9月1日         | - 鍾鎮濤@溫拿樂隊 | 緬懷「羅文」 - 在我生命裡（羅文）— 薛家燕、黎小田、胡諾言 - 幾許風雨（羅文）— 張崇基、張崇德 - 問誰領風騷（羅文、甄妮）— 張崇基、張崇德、傅珮嘉 - 家變（羅文）— 吳業坤 - 紋身的獵人（羅文）— 鍾舒漫 - Just For You（羅文）— 許靖韻 - 波斯貓（羅文）— 曾樂彤、許靖韻、鍾舒漫 - 中國夢（羅文）／紅棉（羅文）— 漢洋 - 朋友一個（羅文）— 傅珮嘉 - 前程綿繡（羅文）— 鍾鎮濤 - 留給這世上我最愛的人（羅文）— JW王灝兒 - 獅子山下（羅文）— 群星 |
| 51   | 10月20日 | 10月4日        | - 布志綸@Mr. - 何婉盈 - 袁潔瑩 - 莫鎮賢 - 朱紫嬈 - 洪楗華 - 黎瑞恩                                                                                       | 緬懷「陳百強」 - 當我想起你 — 布志綸 - 痴心眼內藏 — 何婉盈 - 戀愛預告（林珊珊）— 袁潔瑩 - 我的故事 — 莫鎮賢 - 夢囈 — 朱紫嬈 - 一生不可自決 — 洪楗華 - 疾風 — 洪楗華、莫鎮賢、布志綸 - 至愛、長伴千世紀 — 黎瑞恩 - 深愛着你 — 群星 |
| 52   | 10月27日 | 9月26日        | - 孫耀威 - 莊思明 - 莊思華 - 鄭瑞芬 - 劉彩玉 - 李國祥 | - 愛自那天遇上、飛 — 孫耀威 - 默契（鄭秀文）— 莊思明、莊思華（「我不是歌手」環節） - 最後一闕小怨曲 — 蔡興麟 - 現代愛情啟示錄 — 蔡興麟、彭家麗 - 戀模樣 — 鄭瑞芬 - 這一舞 — 劉彩玉 - 愛的熱淚（雷安娜、蔣麗萍）— 劉彩玉、鄭瑞芬 - 多一點溫柔、胭脂扣（梅艷芳）— 李國祥 - 愛火花（張學友）— 群星 |
| 52   | 10月27日 | 7月29日        | - 蔡興麟 - 彭家麗 | - 愛自那天遇上、飛 — 孫耀威 - 默契（鄭秀文）— 莊思明、莊思華（「我不是歌手」環節） - 最後一闕小怨曲 — 蔡興麟 - 現代愛情啟示錄 — 蔡興麟、彭家麗 - 戀模樣 — 鄭瑞芬 - 這一舞 — 劉彩玉 - 愛的熱淚（雷安娜、蔣麗萍）— 劉彩玉、鄭瑞芬 - 多一點溫柔、胭脂扣（梅艷芳）— 李國祥 - 愛火花（張學友）— 群星 |
| 53   | 11月3日  | 8月13日        | - 林志美 - 黎明詩 - 譚嘉儀 - 黃子恒 - 林奕匡 | - 因我愛你／初戀／雨夜鋼琴／感情的段落 — 林志美 - 甚麼是緣份（林志美）— 黎明詩 - 愛自己（梁詠琪）— 譚嘉儀 - 偶遇（林志美）— 林志美、黎明詩、譚嘉儀 - 我懷念的（孫燕姿）— 黃子恒（「我不是歌手」環節） - 城裡的月光（許美靜）— 林志美 - 愛的火花（林志美、蔡楓華）— 林志美、林奕匡 - 我們開心 — 林志美 - 你的眼神（林志美）— 群星 |
| 54   | 11月10日 | 10月19日       | - 黃錦燊 - 何雁詩 - 黃小琥 - 譚俊彥 - 范振鋒 | - 漫漫前路（徐小鳳）— 薛家燕 - 快樂伴侶（周聰、呂紅）— 薛家燕、黃錦燊 - Venus（Bananarama）— 薛家燕 - 愛是最大權利（吳雨霏）— 何雁詩 - 沒那麼簡單、心愛的人 — 黃小琥 - 願你繼續醉、願君真愛不相欺 — 陳美齡 - Wonderful Tonight（Eric Clapton）— 譚俊彥（「我不是歌手」環節） - 喊濕枕頭（Double R）— 范振鋒 - Captain Nancy（薛家燕）— 群星 |
| 54   | 11月10日 | 10月9日        | - 陳美齡 | - 漫漫前路（徐小鳳）— 薛家燕 - 快樂伴侶（周聰、呂紅）— 薛家燕、黃錦燊 - Venus（Bananarama）— 薛家燕 - 愛是最大權利（吳雨霏）— 何雁詩 - 沒那麼簡單、心愛的人 — 黃小琥 - 願你繼續醉、願君真愛不相欺 — 陳美齡 - Wonderful Tonight（Eric Clapton）— 譚俊彥（「我不是歌手」環節） - 喊濕枕頭（Double R）— 范振鋒 - Captain Nancy（薛家燕）— 群星 |
| 55   | 11月17日 | 9月10日        | - 夏韶聲 - 林欣彤 - 太極樂隊 - 石詠莉 - 崔子格 - 鄭俊弘 - Black Wine                                                                                     | - 交叉點、童年時 — 夏韶聲 - 車站（夏韶聲、蘇芮）— 夏韶聲、林欣彤 - 每一句說話／紅色跑車／留住我吧 — 太極樂隊 - 結他低泣時（夏韶聲）— 石詠莉 - 容易受傷的女人（王菲）— 崔子格 - 午夜怨曲（Beyond）— 鄭俊弘 - 過去是昨天、Chaos — 夏韶聲、Black Wine - 永不放棄（夏韶聲）— 群星 |
| 56   | 11月24日 | 10月19日       | - 倫永亮 - 呂方 - 陳潔靈 - 林師傑 - 周志康 - 陳國峰 | - 歌詞、那些好日子、鋼琴後的人、Let Me Be the One、不要重播（杜德偉）、我為何讓妳走（郭富城）— 倫永亮 - 我說過要你快樂（吳國敬）— 倫永亮、呂方 - 心仍是冷（倫永亮、梅艷芳）— 倫永亮 - 愛過就是完全（蘇芮）— 倫永亮、陳潔靈 - 沙沙的雨 — 倫永亮、呂方 - 每段路（呂方）／烈燄紅唇（梅艷芳）／黑夜的豹（梅艷芳）／醒醒（林憶蓮）／燒（林憶蓮）／第四晚心情（郭富城）／封面女郎（梅艷芳）／命運我操縱（葉蒨文）— 倫永亮、林師傑、周志康、陳國峰 - 因你極難代替（倫永亮）— 群星 |
| 57   | 12月22日 | 10月27日       | - 蔣志光 - 黃寶欣 - 胡渭康 - 歌莉雅 - 李麗霞 - 王馨平 - 譚永浩                                                                                           | - Moon River（Andy Williams）— 黎小田 - 我也不想說謊 — 蔣志光 - 說謊的東西、貼身情人 — 黃寶欣 - 痴心絕對（李聖傑）— 胡渭康 - 幾分鐘的約會（陳百強）— 歌莉雅 - 愛定你一個（甄妮）— 李麗霞 - 在你走的一天、不要躲避我的眼睛 — 王馨平 - 身體健康（張衛健）— 譚永浩（「我不是歌手」環節） - 教我如何不愛他（許志安、葉德嫻）— 蔣志光、黃寶欣 - 紅日我愛你（林子祥）— 群星 |
| 58   | 12月29日 | 10月24日       | - 鄭敬基 - 車婉婉 - 譚嘉儀 - 林師傑 - 周志康 - 陳國峰 - 李蕙敏 - 朱凱婷 - 楊詩敏 - 區永權 - 樊亦敏 - 李龍基 - 方伊琪 - Kolor - Yellow! - 李樂詩 - 胡渭康 | - 卡拉屋企 — 群星 - 始終會行運（張國榮）、旭日背後 — 鄭敬基 - 婚紗背後（徐小鳳）— 車婉婉 - Shining Friends（馮曦妤）— 譚嘉儀 - 開學禮（李克勤）、突破（陳百強）、新紮師兄（梁朝偉）— 林師傑、陳國峰、周志康、譚嘉儀 - 男兒不再負深情 — 李蕙敏 - 情的代價 — 車婉婉 - 萬水千山總是情（汪明荃）— 朱凱婷 - 今生無悔（王傑）— 區永權 - 輪流轉（鄭少秋）— 楊詩敏 - 啼笑姻緣（李司棋）— 樊亦敏 - 佛山贊先生 — 李龍基 - 風霜伴我行（鄧麗君）— 方伊琪 - 倆忘煙水裡（關正傑、關菊英）— 李龍基、方伊琪 - 長征（達明一派）／逝去日子（Beyond）／年少無知（林保怡、陳豪、黃德斌）— Kolor、Yellow! - 我的生命我的愛（譚詠麟）— 胡諾言 - 小小女子半邊天 — 李樂詩 - 一生何求（陳百強）— 胡渭康 - 想一天 — 陳敏之 - 想愛沒有情 — 李蕙敏 - Auld Lang Syne（友誼萬歲）— 群星 |

### 2019年
| 集數                 | 播映日期 | 錄影日期       | 嘉賓（按場序） | 歌曲 |
| 59                   | 1月20日  | 2018年12月19日 | - 古巨基 - 吳若希 - 陸家俊 - 側田 - 方力申 - 小肥 - INK | - 古巨基 - 眼睛不能沒眼淚、心跳回憶、亂世情侶 - 吳若希 - 我沒有傷心、電燈膽（鄧麗欣） - 陳敏之、胡諾言 - 再見Puppy love（林姍姍、陳百強） - 陸家俊 - 怎和你開始去愛、只願一生愛一人（張學友） - 側田 - 運 - 古巨基、側田、小肥、方力申、INK - 年年有今日 - 群星 - 至Net小人類（古巨基） |
| 60                   | 1月27日  | 2018年12月21日 | - 區瑞強 - 張彥博 - 菊梓喬 - 王賢誌 - 倪詩蓓 - 海俊傑 | - 薛家燕 - 心裡有個謎（羅文） - 區瑞強 - 再莫愚弄我、全賴有你（張國榮） - 張彥博 - 一生愛你一個（鄭伊健） - 菊梓喬 - 但願人長久（盧冠廷）、愛與痛的邊緣（王菲） - 王賢誌 - 愛與情（梁漢文）（「我不是歌手」環節） - 倪詩蓓 - 玫瑰玫瑰我愛你（姚莉） - 海俊傑 - 心酸的情歌（巫啟賢） - 區瑞強、海俊傑、胡諾言 - 蚌的啟示（區瑞強、盧冠廷、關正傑） - 群星 - 我愛大自然（譚詠麟、彭健新） |
| 61                   | 2月3日   | 1月19日        | - 安德尊 - 陳曉東 - 劉雅麗 - 吳業坤 - 李日朗 - 林景程 - 康華 - 谷婭溦 | - 薛家燕、安德尊 - 財神嚟賀你 - 陳曉東 - 一萬年 - 劉雅麗、吳業坤 - 夢伴（梅艷芳） - 李日朗 - 衣櫃裡的男人（梁漢文） - 林景程 - 男人最痛（許志安）— （「我不是歌手」環節） - 康華 - 如果沒有你（莫文蔚） - 谷婭溦 - 味道（辛曉琪） - 陳曉東 - 一次真愛追尋一百次 - 群星 - 恭喜恭喜 |
| 62                   | 2月10日  | 1月31日        | - 柳影虹 - 姚志漢 - 張帝 - 蘇姍 - 容羨媛 - 安俊豪 - 冉肖玲 | - 柳影紅 - 一夕到天曉／等、願你走快步 - 姚志漢 - 情似霧水 - 張帝 - 得意的笑 - 蘇姍 - 忘不了的你 - 容羨媛 - 跳舞街（陳慧嫻）（「我不是歌手」環節） - 安俊豪 - 心癮 - 冉肖玲 - 桃李爭春、我的一顆心 - 群星 - 祝壽歌 |
| 63                   | 2月17日  | 1月19日        | - 露雲娜 - 張偉文 - 石詠莉 - 鄭梓浩 - 姜蓓莉 - 舒雅頌 | - 露雲娜 - 戚眼眉、情像外衣 - 胡諾言 - 沒有煙抽的日子（張雨生） - 張偉文 - 梧桐樹下、風雲 - 石詠莉 - 如泣如訴（杜德偉） - 鄭梓浩 - 你的名字我的姓氏（張學友） - 陳敏之 - 一切很美只因有你（陳慧琳） - 姜蓓莉 - 朋友別哭 - 舒雅頌 - 可愛的玫瑰花 - 群星 - 偷偷摸摸（劉韻、張萊萊） |
| 64                   | 2月24日  | 2月2日         | - 吳浩康 - 許靖韻 - 鄭融 - sp'ACE - 何浩文 - 泳兒 | - 吳浩康 - 討厭 - 吳浩康、許靖韻 - 他都不愛我（吳浩康、容祖兒） - 鄭融 - 終生學習、紅花會 - sp'ACE - 早班火車（Beyond） - 何浩文 - 一起走過的日子（劉德華）— (「我不是歌手」環節） - 許靖韻 - 為何他會離開你（林憶蓮) - 泳兒 - 花無雪 - 泳兒、吳浩康 - 我的回憶不是我的（泳兒、海鳴威） - 群星 - 護花使者（李克勤） |
| 65                   | 3月3日   | 2月19日        | - JC陳泳彤 - 陳健安 - 陳國峰 - 伍富橋 - 吳業坤 - 向海嵐 - 莫鎮賢 - 溫碧霞 | - JC陳泳彤 - 說散就散、好心分手（盧巧音） - 陳健安 - 捨不得你（鄭秀文） - 陳國峰 - 男朋友（古天樂） - 伍富橋 - 吻得到 愛不到（古天樂） - 吳業坤 - 像我這一種男人（古天樂） - 向海嵐 - 夢醒時分（陳淑樺）（「我不是歌手」環節） - 莫鎮賢 - 原來你什麼都不要（張惠妹） - 溫碧霞 - 我真的受傷了（張學友）、森巴嘉年華 - 群星 - 今期流行（古天樂） |
| 66                   | 3月10日  | 2月24日        | - John Laudon - 安俊豪 - 方皓玟 - 許文軒 - 王嘉明 - Dear Jane - 小肥 - 雷深如 - 傅珮嘉 - Johnny Lau - 莫旭秋 - 姜蓓莉 - 謝雷                                                        | - John Laudon - 土佬Johnny（Citybeat）、守望你（Citybeat） - 安俊豪 - 著迷（郭富城） - 方皓玟 - 分手總約在雨天、你是你本身的傳奇 - 許文軒 - 綿綿（陳奕迅）（「我不是歌手」環節） - 王嘉明 - 分手 - 王嘉明、胡諾言 - 最佳拍檔（許冠傑） - Dear Jane - 哪裡只得我共你、我的天我的歌（許志安） - 小肥 - 時光機 - 雷深如 - 逼得太緊（吳雨霏） - 雷深如、小肥 - 曾在你懷抱（林姍姍、陳百強） - 傅珮嘉 - 轉、心動（林曉培） - Johnny Lau - Desperado（Eagles） - 莫旭秋 - 心聲淚痕（鄧麗君） - 姜蓓莉 - 我有一段情（吳鶯音） - 姜蓓莉、謝雷 - 何必旁人來說媒（潘秀瓊） - 謝雷 - 愛江山更愛美人（李麗芬） - 群星 - 甜蜜蜜（鄧麗君）                                                                                      |
| 67                   | 3月17日  | 3月10日        | - 青山 - 糖兄妹 - 谷婭溦 - 吳岱融 - 譚凱琪 - 袁彩雲 | - 薛家燕、黎小田、胡諾言、陳敏之 - 今天不回家（姚蘇蓉） - 青山 - 明日天涯（羅文）、淚的小雨（鄧麗君） - 糖兄妹 - Lydia（F.I.R.飛兒樂團） - 谷婭溦 - 我（張國榮） - 吳岱融 - 萬水千山縱橫（關正傑）、天籟…星河傳說（關正傑） - 譚凱琪、陳敏之 - 下一站天后（Twins） - 袁彩雲 - 值得（鄭秀文）（「我不是歌手」環節） - 青山、薛家燕 - 尋夢園（青山） - 群星 - 可愛的人生（青山） |
| 68                   | 3月24日  | 3月22日        | - 彭健新 - 車婉婉 - 袁鳳瑛 - 小塵埃 - 譚偉權 - 胡渭康 - 譚永浩 - 周志康 - 陸家俊 | 兒歌Encore - 群星 - 430穿梭機（林子祥） - 彭健新 - 蒙羅麗莎小雞雞 - 車婉婉 - 每點愛都記住 - 陳敏之 - 全城來吧Cha Cha Cha（楊采妮） - 袁鳳瑛 - 仙樂處處飄 - 小塵埃 - 如果一打（梁詠琳）／哪兒（葉蘊儀） - 譚偉權 - 閃電傳真機（李克勤） - 胡渭康 - 怪物小王子／電子神童 - 譚永浩、周志康 - 足球小將 主題曲（張衛健）／足球小將 片尾曲（張衛健） - 陸家俊 - 龍珠二世 - 陸家俊、胡諾言 - 不死傳說（陳奕迅）／超人的主題曲（陳奕迅） - 群星 - IQ博士（梅艷芳） |
| 69                   | 3月31日  | 3月29日        | - 丁馬卡度 - 露雲娜 - 陳潔靈 - 韋綺珊 - 盧宛茵 | - 丁馬卡度 - My Way（Frank Sinatra）、Can't Take My Eyes Off Of You（Frankie Valli） - 露雲娜、丁馬卡度 - Tonight I Celebrate My Love For You（Peabo Bryson、Roberta Flack） - 陳潔靈、露雲娜、韋綺姍 - Venus（Shocking Blue）／Fame（Irene Cara）／Hot Stuff（Donna Summer） - 陳潔靈、露雲娜、韋綺姍、丁馬卡度 - She Works Hard for the Money（Donna Summer） - 韋綺姍 - Unchained Melody（Righteous Brothers） - 露雲娜 - Hopelessly Devoted to You（Olivia Newton-John）、Jolene（Dolly Parton） - 盧宛茵 - It's a Sin to Tell a Lie（The Ink Spots）（「我不是歌手」環節） - 陳潔靈 - As Time Goes By（Dooley Wilson） - 陳潔靈、丁馬卡度 - When I fall in Love（Doris Day） - 群星 - YMCA（Village People） |
| 70                   | 4月7日   | 4月1日         | - 陳潔靈 - 羅力威 - 鄭敬基 - 林師傑 - 李日朗 - 黃翊 - 黃寶欣 - 吳浩康 | 紀念張國榮 - 陳潔靈 - 只怕不再遇上（張國榮） - 羅力威 - 追／今生今世（張國榮） - 鄭敬基 - 黑色午夜（張國榮） - 林師傑 - 不羈的風（張國榮） - 李日朗 - H2O（張國榮） - 鄭敬基、李日朗 - 少女心事（張國榮） - 鄭敬基、李日朗、林師傑 - 第一次（張國榮） - 鄭敬基、李日朗 - 風繼續追 - 黃翊 - 不怕寂寞（張國榮） - 黃寶欣 - 風繼續吹（張國榮） - 呂薔 - 當愛已成往事（張國榮） - 吳浩康 - 玻璃之情（張國榮） - 黃翊、黃寶欣 - 緣份（張國榮） - 群星 - 春夏秋冬（張國榮） |
| 70                   | 4月7日   | 3月29日        | - 呂薔 | 紀念張國榮 - 陳潔靈 - 只怕不再遇上（張國榮） - 羅力威 - 追／今生今世（張國榮） - 鄭敬基 - 黑色午夜（張國榮） - 林師傑 - 不羈的風（張國榮） - 李日朗 - H2O（張國榮） - 鄭敬基、李日朗 - 少女心事（張國榮） - 鄭敬基、李日朗、林師傑 - 第一次（張國榮） - 鄭敬基、李日朗 - 風繼續追 - 黃翊 - 不怕寂寞（張國榮） - 黃寶欣 - 風繼續吹（張國榮） - 呂薔 - 當愛已成往事（張國榮） - 吳浩康 - 玻璃之情（張國榮） - 黃翊、黃寶欣 - 緣份（張國榮） - 群星 - 春夏秋冬（張國榮） |
| 71                   | 4月14日  | 4月7日         | - 向海嵐 - 關寶慧 - 莫家淦 - 梁佩瑚 - 莊思明 - 林景程 - 林穎彤 - 劉美娟 - 孫佳君 | 「我不是歌手」Reunion - 向海嵐 - 感情線上（鄭秀文） - 關寶慧 - 今天我非常寂寞（鍾鎮濤） - 莫家淦 - 人若然忘記了愛（鄭中基） - 梁佩瑚 - 患難建真情（關淑怡） - 梁佩瑚、向海嵐、莊思明 - 終身美麗（鄭秀文） - 林景程 - 連續劇（容祖兒） - 林穎彤 - 少女的祈禱（楊千嬅） - 劉美娟 - 憑著愛（蘇芮） - 莊思明 - 對你太在乎（陳慧琳） - 孫佳君 - 她的眼淚（林曉培） - 群星 - 千千闋歌（陳慧嫻） |
| 72                   | 4月21日  | 4月12日        | - 張立基 - 蘇姍 - 鄧瑞霞 - 小寶 - 趙慧珊 - 張偉文 - 區瑞強 | - 張立基 - 夜消沉、震撼 - 蘇姍 - Yesterday Once More - 蘇姍、鄧瑞霞 - 千個太陽（陳潔靈、葉德嫻） - 鄧瑞霞 - 蔓珠莎華（梅艷芳） - 小寶 - 我是一隻小小鳥（趙傳） （「我不是歌手」環節） - 趙慧珊 - 無人駕駛（彭羚） - 區瑞強、張偉文 - 似水流年（梅艷芳）／偏偏喜歡你（陳百強） - 群星 - 壯志驕陽（張學友） |
| 73                   | 4月28日  | 4月17日        | - 蘇永康 - 鄧小巧 - 陳健安 - 馮允謙 - Nowhere Boys - 彭家麗 | - 蘇永康 - 沒有季節的火花 - 鄧小巧、蘇永康 - 來夜方長（陳潔儀、蘇永康） - 陳健安 - 越吻越傷心（蘇永康） - 馮允謙 - 不想獨自快樂（蘇永康） - 陳健安、馮允謙 - Miss You Finally（Trademark） - Nowhere Boys - 失眠／Sol#4（蘇永康） - 彭家麗、蘇永康 - 從不喜歡孤單一個 - 蘇永康 - All That Jazz、那誰 - 群星 - 有人喜歡藍（蘇永康） |
| 74                   | 5月5日   | 4月10日        | - 李樂詩 - 姜麗文 - 黃妍 - 楊思琦 - 楊潮凱 - JW王灝兒 - 漢洋 | - 李樂詩 - New York, New York（Liza Minnelli） - 李樂詩、姜麗文 - Killing Me Softly With His Song（Roberta Flack） - 姜麗文 - 假如讓我說下去（楊千嬅） - 黃妍 - 後來（劉若英） - 楊思琦 - 明知故犯（許美靜） - 楊潮凱 - 年少無知（林保怡、陳豪、黃德斌）（「我不是歌手」環節） - JW王灝兒 - Fly Me to the Moon（Kaye Ballard） - 漢洋 - 祇想一生跟你走（張學友） - 漢洋、李樂詩 - 誰明浪子心（王傑、趙學而） - 群星 - L-O-V-E（Nat King Cole） |
| 75                   | 5月12日  | 5月3日         | - 陸家俊 - 李龍基 - 陳浩德 - 黃和興 - 羅力威 - 譚俊彥 - Kolor | - 薛家燕 - 風雨不改 - 陸家俊 - 十八歲的憂鬱、一生中最愛（譚詠麟） - 李龍基 - 念親恩（陳百強） - 陳浩德 - 幾度夕陽紅（潘越雲） - 李龍基、陳浩德 - 浪子心聲（許冠傑） - 黃和興 - 不熄之火 - 羅力威 - Forever Love（王力宏） - 譚俊彥 - 當年情（張國榮）（「我不是歌手」環節） - Kolor - 時差 - 譚俊彥、Kolor - 真的愛妳（Beyond） - 群星 - 父母恩（許冠傑） |
| 76                   | 5月19日  | 4月23日        | - 彭家麗 - 朗嘎拉姆 - 陳慧敏 - J.Arie - 黎燕珊 - 陳庭欣 - 胡蓓蔚 | - 彭家麗 - 仍是這樣愛你、只可活一次（林憶蓮） - 朗嘎拉姆 - 又見炊煙（鄧麗君） - 陳慧敏 - 灰姑娘（梁詠琪） - J.Arie - 飛女正傳（楊千嬅） - 雷深如、陳慧敏 - 烈女（楊千嬅） - 黎燕珊 - 漫步人生路（鄧麗君）（「我不是歌手」環節） - 陳庭欣 - 分手總要在雨天（張學友）（「我不是歌手」環節） - 胡蓓蔚 - 滿天飛、Make You Feel My Love（Bob Dylan） - 群星 - Happy Together（The Turtles） |
| 77                   | 5月26日  | 5月15日        | - 關楚耀 - JW王灝兒 - 魯振順 - Joe Junior - 吳國敬 - 李彩華 | - 關楚耀 - 悲哀代言人 - JW王灝兒 - 矛盾一生 - 關楚耀、JW王灝兒 - 相愛很難（張學友、梅艷芳） - 魯振順 - 新鴛鴦蝴蝶夢（黃安）（「我不是歌手」環節） - Joe Junior - Summer Holiday（奇里夫·李察）、Too Beautiful To Last（恩格爾貝特·洪佩爾丁克） - 吳國敬 - 是否 - 李彩華 - 愛一個人原來不易 - 李彩華、胡諾言 - 兩男一女（陳曉東、方力申、李彩樺） - 陳敏之 - 有福氣（陳慧琳） - 群星 - 火熱動感 La La La |
| 78                   | 6月2日   | 5月18日        | - 閻奕格 - 朗嘎拉姆 - 蔣嘉瑩 - 洪 - 黃泆潼 - ToNick - 歐陽德勛 - 鄧梓峰 | - 閻奕格 - 是否（蘇芮）、傾城（許美靜） - 朗嘎拉姆 - 但願人長久（鄧麗君） - 蔣嘉瑩 - 愛恨纏綿（關淑怡） - 洪領悟（辛曉琪） - 黃泆潼、陳敏之 - 黑夜的豹（梅艷芳） - ToNick - 長相廝守 - 歐陽德勛 - 原諒我記不起 - 鄧梓峰 - In My Life／Here There and Everywhere／Lady Madonna（The Beatles） - 群星 - 讓一切隨風（鍾鎮濤） |
| 79                   | 6月9日   | 6月6日         | - 呂珊 - BOP - 海俊傑 - 陳雅倫 - 小雪 - 羅凱玲 - 阮兆祥 | - 呂珊 - 每日懷念你、每當變幻時 - BOP - 全日愛 - 海俊傑 - 愛如潮水 - 海俊傑、陳雅倫 - 只怕不再遇上 - 陳雅倫 - 隨便坐 - 小雪 - 有你是榮幸、深愛着你 - 羅凱鈴 - 曖昧 - 阮兆祥 - 明年今日 - 群星 - 友情歲月 |
| 80                   | 6月16日  | 6月12日        | - 姚兵 - 洪卓立 - 林曉培 - 潘裕文 - 譚杏藍 - 洪嘉豪 - 蔡立兒 - 蔡國慶 | - 姚兵 - 父親（筷子兄弟） - 洪卓立 - 回到最愛的那天 - 林曉培 - 心動、娃娃愛天下 - 潘裕文 - 情歌（梁靜茹） - 譚杏藍 - 絕對（何韻詩） - 小肥 - 負親 - 洪嘉豪 - Shall We Talk（陳奕迅） - 蔡立兒、蔡國慶 - 擁抱愛（鄭欣宜） - 群星 - 強（郭富城） |
| 80                   | 6月16日  | 6月6日         | - 小肥 | - 姚兵 - 父親（筷子兄弟） - 洪卓立 - 回到最愛的那天 - 林曉培 - 心動、娃娃愛天下 - 潘裕文 - 情歌（梁靜茹） - 譚杏藍 - 絕對（何韻詩） - 小肥 - 負親 - 洪嘉豪 - Shall We Talk（陳奕迅） - 蔡立兒、蔡國慶 - 擁抱愛（鄭欣宜） - 群星 - 強（郭富城） |
| 81                   | 6月23日  | 6月15日        | - 菊梓喬 - 何婉盈 - 黃寶欣 - 黃翊 - 陸家俊 - 米雪 - 周影 | - 菊梓喬 - 忘記我自己、鋼鐵有淚 - 何婉盈 - 過客（關菊英） - 黃寶欣 - 大亨（徐小鳳） - 黃翊 - 幾分傷心幾分痴（王傑） - 陸家俊 - 願你今夜別離去（黎明） - 黃翊、陸家俊 - 誰可改變（譚詠麟） - 米雪 - 你怎麼說（鄧麗君） - 周影 - 情路茫茫、還仍然想我嗎 - 群星 - 乘風破浪 |
| 82                   | 6月30日  | 6月15日        | - 范振鋒 - 崔子格 - 魯振順 | 重溫黎小田作品I - 呂珊 - 變色龍、殘夢（關正傑） - 李龍基 - 巨星 - 楊立門 - 大內群英、太極張三豐（葉振棠） - 李龍基 - 怒劍鳴 - 小肥 - 天蠶變、天龍訣（關正傑） - 陳浩德 - 大地恩情（關正傑） - 范振鋒 - 迷路（張國榮） - 泳兒 - 再見十九歲（陳美齡） - 糖兄妹 - 驟雨中的陽光（曾路得） - 泳兒 - 風箏（曾路得） - 崔子格 - 胭脂扣（梅艷芳） - 魯振順 - 武俠帝女花（張德蘭） - 崔子格、魯振順 - 問誰領風騷（甄妮、羅文） - 群星 - IQ成熟時（蔡楓華） |
| 82                   | 6月30日  | 5月3日         | - 李龍基 - 楊立門 - 陳浩德 | 重溫黎小田作品I - 呂珊 - 變色龍、殘夢（關正傑） - 李龍基 - 巨星 - 楊立門 - 大內群英、太極張三豐（葉振棠） - 李龍基 - 怒劍鳴 - 小肥 - 天蠶變、天龍訣（關正傑） - 陳浩德 - 大地恩情（關正傑） - 范振鋒 - 迷路（張國榮） - 泳兒 - 再見十九歲（陳美齡） - 糖兄妹 - 驟雨中的陽光（曾路得） - 泳兒 - 風箏（曾路得） - 崔子格 - 胭脂扣（梅艷芳） - 魯振順 - 武俠帝女花（張德蘭） - 崔子格、魯振順 - 問誰領風騷（甄妮、羅文） - 群星 - IQ成熟時（蔡楓華） |
| 82                   | 6月30日  | 6月6日         | - 呂珊 - 小肥 | 重溫黎小田作品I - 呂珊 - 變色龍、殘夢（關正傑） - 李龍基 - 巨星 - 楊立門 - 大內群英、太極張三豐（葉振棠） - 李龍基 - 怒劍鳴 - 小肥 - 天蠶變、天龍訣（關正傑） - 陳浩德 - 大地恩情（關正傑） - 范振鋒 - 迷路（張國榮） - 泳兒 - 再見十九歲（陳美齡） - 糖兄妹 - 驟雨中的陽光（曾路得） - 泳兒 - 風箏（曾路得） - 崔子格 - 胭脂扣（梅艷芳） - 魯振順 - 武俠帝女花（張德蘭） - 崔子格、魯振順 - 問誰領風騷（甄妮、羅文） - 群星 - IQ成熟時（蔡楓華） |
| 82                   | 6月30日  | 6月12日        | - 泳兒 - 糖兄妹 | 重溫黎小田作品I - 呂珊 - 變色龍、殘夢（關正傑） - 李龍基 - 巨星 - 楊立門 - 大內群英、太極張三豐（葉振棠） - 李龍基 - 怒劍鳴 - 小肥 - 天蠶變、天龍訣（關正傑） - 陳浩德 - 大地恩情（關正傑） - 范振鋒 - 迷路（張國榮） - 泳兒 - 再見十九歲（陳美齡） - 糖兄妹 - 驟雨中的陽光（曾路得） - 泳兒 - 風箏（曾路得） - 崔子格 - 胭脂扣（梅艷芳） - 魯振順 - 武俠帝女花（張德蘭） - 崔子格、魯振順 - 問誰領風騷（甄妮、羅文） - 群星 - IQ成熟時（蔡楓華） |
| 83                   | 7月7日   | 7月3日         | - 林德信 - 關楚耀 - 胡渭康 - 王梓軒 - 莫鎮賢 - 江希文 - 黎明詩 - 文佩玲 - 譚炳文 - 胡楓                                                                                             | 重溫黎小田作品II - 林德信 - 我願意（張國榮） - 江希文 - 他令我改變（梅艷芳） - 文佩玲 - 歌衫淚影（梅艷芳） - 王梓軒 - 只因我太痴（呂方） - 莫鎮賢 - 煙雨淒迷（陳百強） - 關楚耀 - Crying in the Party（陳奕迅） - 胡渭康 - 心內語 - 王馨平 - 愛債幾時還 - 黎明詩 - 飛躍舞台、再共舞（梅艷芳） - 胡楓 - 明星（張瑪莉） - 譚炳文 - 舊歡如夢 - 群星 - 掌聲響起（羅文） |
| 83                   | 7月7日   | 6月15日        | - 王馨平 | 重溫黎小田作品II - 林德信 - 我願意（張國榮） - 江希文 - 他令我改變（梅艷芳） - 文佩玲 - 歌衫淚影（梅艷芳） - 王梓軒 - 只因我太痴（呂方） - 莫鎮賢 - 煙雨淒迷（陳百強） - 關楚耀 - Crying in the Party（陳奕迅） - 胡渭康 - 心內語 - 王馨平 - 愛債幾時還 - 黎明詩 - 飛躍舞台、再共舞（梅艷芳） - 胡楓 - 明星（張瑪莉） - 譚炳文 - 舊歡如夢 - 群星 - 掌聲響起（羅文） |
| 84                   | 7月14日  | 1月31日        | - 柳影虹 | - 柳影紅 - 雖知君你難受、樓梯轉角 - 胡諾言 - K歌之王 - 雷安娜 - 無奈我心亂如麻 - 阮兒 - 征服 （「我不是歌手」環節） - 彭健新- 借來的美夢 - 黃寶欣 - 夜機 - 孫慧雪 - 狼來了 （「我不是歌手」環節） - 彭健新、雷安娜 - 停不了的愛 - 薛家燕、胡諾言、陳敏之 - 願望就是明天 |
| 84                   | 7月14日  | 3月10日        | - 阮兒 | - 柳影紅 - 雖知君你難受、樓梯轉角 - 胡諾言 - K歌之王 - 雷安娜 - 無奈我心亂如麻 - 阮兒 - 征服 （「我不是歌手」環節） - 彭健新- 借來的美夢 - 黃寶欣 - 夜機 - 孫慧雪 - 狼來了 （「我不是歌手」環節） - 彭健新、雷安娜 - 停不了的愛 - 薛家燕、胡諾言、陳敏之 - 願望就是明天 |
| 84                   | 7月14日  | 3月22日        | - 彭健新 - 雷安娜 | - 柳影紅 - 雖知君你難受、樓梯轉角 - 胡諾言 - K歌之王 - 雷安娜 - 無奈我心亂如麻 - 阮兒 - 征服 （「我不是歌手」環節） - 彭健新- 借來的美夢 - 黃寶欣 - 夜機 - 孫慧雪 - 狼來了 （「我不是歌手」環節） - 彭健新、雷安娜 - 停不了的愛 - 薛家燕、胡諾言、陳敏之 - 願望就是明天 |
| 84                   | 7月14日  | 4月1日         | - 黃寶欣 - 孫慧雪 | - 柳影紅 - 雖知君你難受、樓梯轉角 - 胡諾言 - K歌之王 - 雷安娜 - 無奈我心亂如麻 - 阮兒 - 征服 （「我不是歌手」環節） - 彭健新- 借來的美夢 - 黃寶欣 - 夜機 - 孫慧雪 - 狼來了 （「我不是歌手」環節） - 彭健新、雷安娜 - 停不了的愛 - 薛家燕、胡諾言、陳敏之 - 願望就是明天 |
| 流行經典50年（2019） |          |                | | |
| 01                   | 8月3日   | 7月20日        | - 黎耀祥 - 林師傑 - 陳國峰 - 曾樂彤 - 李靖筠 - 倪秉郎 - 商天娥 - 陳奐仁 - 陳煒 | - 胡楓 - 百花亭之戀 - 黎耀祥 - 前程錦繡 - 陳國峰、林師傑、李靖筠、曾樂彤 - 火熱動感La La La - 鄭俊弘、譚嘉儀 - 還有、結束 - 商天娥 - 天各一方 （獨白：倪秉郎） - 商天儀、陳奐仁 - 愛是懷疑 - 陳奐仁 - 吻別 - 黎耀祥 - 紅蝴蝶 - 胡楓、陳煒 - 只有情永在 - 群星 - 世間始終你好 |
| 02                   | 8月10日  | 7月26日        | - 黃智賢 - 舒雅頌 - 威利 - 張振朗 - 許靖韻 - 陳嘉茵 - 王天麗 | - 胡楓 - 友誼之光 - 黃智賢 - 那有一天不想你 - 舒雅頌 - 今天不回家 - 威利 - 胸懷大志、The Great Pretender - 張振朗 - 愛後餘生 - 陳嘉茵、許靖韻 - 淑女、妖女 - 鄭俊弘 - 時代曲 - 王天麗 - 故鄉的雨、訪英台 |
| 03                   | 8月17日  | 7月27日        | - 謝雷 - 李樂詩 - 林子善 - 韋綺姍 - 姜蓓莉 - 樓湘靈 | - 胡楓 - 情花開 - 謝雷 - 淚的小雨、夜空 - 李樂詩 - 熱情的沙漠 - 林子善 - 愛的呼喚 - 韋綺珊 - Rainy Days and Mondays - 姜蓓莉 - 親密愛人 - 譚嘉儀 - Saving all my love for you - 樓湘甯 - 杯酒當歌 - 樓湘甯、李樂詩 - 一樣的天空 |
| 04                   | 8月24日  | 8月2日         | - 王馨平 - 阮兆祥 - 石詠莉 - 陳慧敏 - 張偉文 | - 王馨平 - 心有千千結 - 阮兆祥 - 家變 - 阮兆祥、鄭俊弘 - 幸福摩天輪 - 石詠莉 - 輪流轉 - 胡楓 - 千枝針刺在心 - 陳慧敏、譚嘉儀 - 花花宇宙 - 張偉文 - 王昭君、絲絲眼淚 |
| 05                   | 8月31日  | 8月5日         | - 麥潔文 - 張彥博 - 鄭世豪 - 葉巧琳 - 雷深如 - 李紫昕 - 莫華倫 | - 胡楓 - 學生哥 - 麥潔文 - 抱緊眼前人 - 鄭俊弘、譚嘉儀 - 非常夏日 - 張彥博、鄭世豪 - 特別的愛給特別的你 - 麥潔文、張彥博、鄭世豪 - 無言的結局 - 葉巧琳、雷深如 - 談情說愛 - 李紫昕 - Do Re Mi - 莫華倫 - 萬里長城永不倒、喜歡你 |
| 06                   | 9月7日   | 8月9日         | - 蔡一傑 - 馮允謙 - 林夏薇 - 吳浩康 - 黃淑蔓 | - 陳松伶 - 星、喝采 - 蔡一傑 - 及時行樂 - 蔡一傑、馮允謙 - Unchained Melody - 林夏薇、陳敏之 - 甜蜜蜜 - 蔡一傑 - 失樂園 - 吳浩康 - 抱擁這分鐘 - 林夏薇 - 酒干倘賣無 - 蔡一傑、黃淑蔓 - 再見Puppy Love |
| 07                   | 9月21日  | 8月9日         | - 吳浩康 - 賈思樂 - 狄以達 - 車婉婉 - 王君馨 - 呂珊 | - 陳松伶 - 天涯歌女、永遠的微笑 - 吳浩康、鄭俊弘 - 歲月無聲、大地 - 賈思樂 - 明天你是否依然愛我 - 狄以達 - 狂野之城、第四晚心情、對你愛不完 - 車婉婉 - 赤的疑惑 - 王君馨 - 信者得愛 - 呂珊 - 不應再猶豫、寒傲似冰 |
| 08                   | 9月28日  | 8月21日        | - 呂良偉 - 泳兒 - Dear Jane - 衛詩 - 馬浚偉 - 余香凝 | - 呂良偉 - 上海灘 - 泳兒 - 難得有情人 - 陳松伶 - 愛是永恆 - 陳松伶、鄭俊弘 - 花與琴的流星 - Dear Jane - 求你講清楚 - 衛詩 - 夢中人 - 馬浚偉 - 偶然、赤子 - 馬浚偉、余香凝 - 只怕不再遇上 |
| 09                   | 10月5日  | 8月25日        | - 麗莎 - 敖嘉年 - 甘國衛 - 杜燕歌 | - 麗莎 - 檳城艷、等待 - 泳兒 - 感激我遇見 - 敖嘉年 - 假如 - 甘國衛 - 書劍恩仇錄 - 杜燕歌 - 我找到自己 - 葉巧琳 - 捨不得你 - 陳松伶 - 親情、狂潮、笑看風雲 - 胡楓、陳松伶 - 倆忘煙水裡 |
| 09                   | 10月5日  | 8月21日        | - 泳兒 | - 麗莎 - 檳城艷、等待 - 泳兒 - 感激我遇見 - 敖嘉年 - 假如 - 甘國衛 - 書劍恩仇錄 - 杜燕歌 - 我找到自己 - 葉巧琳 - 捨不得你 - 陳松伶 - 親情、狂潮、笑看風雲 - 胡楓、陳松伶 - 倆忘煙水裡 |
| 09                   | 10月5日  | 8月5日         | - 葉巧琳 | - 麗莎 - 檳城艷、等待 - 泳兒 - 感激我遇見 - 敖嘉年 - 假如 - 甘國衛 - 書劍恩仇錄 - 杜燕歌 - 我找到自己 - 葉巧琳 - 捨不得你 - 陳松伶 - 親情、狂潮、笑看風雲 - 胡楓、陳松伶 - 倆忘煙水裡 |
| 10                   | 10月12日 | 8月6日         | - 胡美儀 - 森森 - 斑斑 - 歐信希 - 葉振棠 | - 胡楓、鄭俊弘、譚嘉儀 - 小城故事 - 胡楓、胡美儀 - 分飛燕 - 胡美儀 - 虹彩妹妹、鳳陽花鼓 - 張曦雯 - 親密關係 - 森森、斑斑 - 午夜結他、神鳳 - 歐信希 - 有誰共鳴 - J.Arie - 小城大事 - 泳兒 - 情書 - 葉振棠 - 天蠶變、戲班小子 |
| 10                   | 10月12日 | 8月5日         | - J.Arie | - 胡楓、鄭俊弘、譚嘉儀 - 小城故事 - 胡楓、胡美儀 - 分飛燕 - 胡美儀 - 虹彩妹妹、鳳陽花鼓 - 張曦雯 - 親密關係 - 森森、斑斑 - 午夜結他、神鳳 - 歐信希 - 有誰共鳴 - J.Arie - 小城大事 - 泳兒 - 情書 - 葉振棠 - 天蠶變、戲班小子 |
| 10                   | 10月12日 | 8月9日         | - 張曦雯 | - 胡楓、鄭俊弘、譚嘉儀 - 小城故事 - 胡楓、胡美儀 - 分飛燕 - 胡美儀 - 虹彩妹妹、鳳陽花鼓 - 張曦雯 - 親密關係 - 森森、斑斑 - 午夜結他、神鳳 - 歐信希 - 有誰共鳴 - J.Arie - 小城大事 - 泳兒 - 情書 - 葉振棠 - 天蠶變、戲班小子 |
| 10                   | 10月12日 | 8月21日        | - 泳兒 | - 胡楓、鄭俊弘、譚嘉儀 - 小城故事 - 胡楓、胡美儀 - 分飛燕 - 胡美儀 - 虹彩妹妹、鳳陽花鼓 - 張曦雯 - 親密關係 - 森森、斑斑 - 午夜結他、神鳳 - 歐信希 - 有誰共鳴 - J.Arie - 小城大事 - 泳兒 - 情書 - 葉振棠 - 天蠶變、戲班小子 |
| 11                   | 10月19日 | 9月21日        | - Joe Junior - 陳潔麗 - 林溥來 - 泳兒 - 黃智雯 | - 胡楓、陳敏之、鄭俊弘、譚嘉儀 - 每一晚上 - Joe Junior - Congratulations - 陳潔麗 - 約定、下雨天 - JW王灝兒 - 心痛 - 林溥來 - Blue Suede Shoes - 泳兒 - 秋去秋來 - 黃智雯 - 唯獨你是不可取替 |
| 12                   | 10月26日 | 9月24日        | - 肥媽 - 李麗霞 - 蘇姍 - 林欣彤 - 陳蕾 - 梁釗峰@C AllStar - 羅凱鈴 | - Maria Cordero - 萬水千山縱橫 - 李麗霞、蘇姍 - 保鑣 - 肥媽、李麗霞、蘇姍 - Standby me - 林欣彤 - 繾綣星空下 - 梁釗峰 - 真情流露 - 陳蕾 - 郵差 - 羅凱鈴 - 雨季不再來 - 胡楓、陳敏之 - 人在旅途灑淚時 |
| 13                   | 11月9日  | 10月14日       | - 葉振棠 - 陳浩德 - 李龍基 - 呂珊 - 胡美儀 - 區瑞強 - 吳岱融 | - 葉振棠 - 勝利雙手創 - 陳浩德 - 借來的美夢 - 李龍基 - 醉紅塵 - 呂珊 - 平湖秋月 - 胡美儀 - 恨悠悠、紅燭淚 - 區瑞強 -畫出彩虹 - 區瑞強、譚嘉儀 - 有了你 - 葉振棠、陳浩德、李龍基 - 千個太陽 - 吳岱融 - 大地恩情 - 吳岱融、鄭俊弘 - 禪院鐘聲 |
| 14                   | 11月16日 | 10月16日       | - 王浩信 - 馮盈盈 - 張頴康 - 黃嘉樂 - 莊思敏 - 丁子朗 - 容天佑 - 焦浩軒 - 姚宏遠 - 張彥博 - 張子丰 - 彭皓鋒                                                                         | - 王浩信 - 至少還有你、到此為止 - 張穎康 - 幾分傷心幾分癡（馮盈盈伴舞） - 黃嘉樂、莊思敏 - 遊樂場 - 丁子朗、容天佑、焦浩軒、姚宏遠 - 友情歲月 - 張彥博 - 誰可改變 - 張子丰 - 相依為命 - 彭皓鋒 - 抉擇 - 陳敏之 - 痛愛 |
| 15                   | 11月23日 | 10月18日       | - 謝雷 - 張崇基 - 李思捷 - 朱凱婷 - 吳國敬 - 吳嘉熙 - 岑日珈 | - 謝雷 - 負心的人、蔓莉 - 張崇基 - 把歌談心 - 李思捷、朱凱婷 - 真愛在明天 - 吳國敬、譚嘉荃 - 對你太在乎 - 吳國敬 - 理想對象 - 譚嘉荃 - 天荒愛未老 - 吳嘉熙 - 我們的主題曲 - 岑日珈 - 我的驕傲 |
| 15                   | 11月23日 | 11月8日        | - 譚嘉荃 | - 謝雷 - 負心的人、蔓莉 - 張崇基 - 把歌談心 - 李思捷、朱凱婷 - 真愛在明天 - 吳國敬、譚嘉荃 - 對你太在乎 - 吳國敬 - 理想對象 - 譚嘉荃 - 天荒愛未老 - 吳嘉熙 - 我們的主題曲 - 岑日珈 - 我的驕傲 |
| 16                   | 11月30日 | 9月27日        | - 吳業坤 - 姜蓓莉 - 姚兵 - Christine Samson Family - 陳奐仁 | - 群星 -分分鐘需要你 - Christine Samson Family - 影子 - 陳奐仁 - 聽海 - 吳業坤 - 可惜不是你 - 姜蓓莉 - 女人花 - 姚兵 - 用心良苦 |
| 17                   | 12月14日 | 12月1日        | - 黎燕珊 - 黃錦燊 - 王梓軒 - 吳若希 - 趙慧珊 - 陳凱彤 - 周志康 | - 黎燕珊 - 瀟灑走一回 - 黃錦燊、王梓軒 - You don't know me - 王梓軒 - 為你鍾情 - 吳若希 - 每段愛還是錯（多功能老婆插曲）、眼淚的秘密（武則天片尾曲） - 趙慧珊、陳凱彤 - 隆重登場 - 趙慧珊 - 大會堂演奏廳 - 陳凱彤 - 心裡日記 - 周志康 - 與我常在 |
| 18                   | 12月21日 | 11月22日       | - 蔣志光 - 歐瑞偉 - 曾偉權 - 韋家雄 - 曾航生 - 吳岱融 - 康華 - 蔚雨芯 - 李紫昕 - 谷婭溦                                                                                             | - 群星 - 雙星情歌 - 譚嘉儀、谷婭溦 - 今宵多珍重(雙語版)（金宵大廈主題曲及片尾曲） - 康華 - 忘記他 - 谷婭溦 - 讓一切隨風 - 李紫昕 - 奮鬥 - 蔚雨芯 - 夢一場 - 蔣志光、曾航生、曾偉權、歐瑞偉、韋家雄、吳岱融 - Santa Lucia、青春舞曲 - 蔣志光 - 一生何求 - 曾航生 - 今日 - 曾偉權 - 從不知 - 歐瑞偉 - 茉莉花 - 韋家雄 - 一生愛你一個 - 吳岱融 - 愛是永恆 |
| 19                   | 12月29日 | 11月24日       | - 歐陽德勛 - 蔡立兒 - 甘國衛 - 朱璧汶（甘國衛之妻） - 吳香倫 - 吳江倫（吳香倫之妹） - 森森 - 斑斑 - 方伊琪 - 謝卓達（方伊琪之子） - 黃建東 - 黃葉慧茵（黃建東之母） - 江華 - 麥潔文 | - 甘國衛、朱璧汶 - 紫釵恨 - 森森與斑斑 - 夢想 - 方伊琪、謝卓達 - 笑傲江湖 - 歐陽德勛、蔡立兒 - 冬季來的女人 - 吳香倫、吳江倫 - 偷偷摸摸 - 黃建東、黃葉慧茵 - 活色生香 - 江華 - 明年今日 - 江華、麥潔文 - 緣份 |

### 2020年
| 集數                 | 播映日期 | 錄影日期       | 嘉賓（按場序） | 歌曲 |
| 20                   | 1月5日   | 2019年12月11日 | - 葉振棠 - 呂珊 - 胡美儀 - 馮允謙 - 李璧琦 - 黃淑蔓 - 余香凝 - BOP天堂鳥 | - 葉振棠 - 太極張三豐 - 呂珊 - 不裝飾你的夢 - 胡美儀 - 心肝寶貝、相思淚、情話綿綿 - 馮允謙 - Sorry seems to be the hardest word - 李璧琦 - 怎麼捨得你 - 黃淑蔓 - 愛與痛的邊緣 - 余香凝 - 如風 - BOP天堂鳥 - 今期流行 |
| 21                   | 1月19日  | 2019年12月2日  | - 黎耀祥 - 李樂詩 - 丁馬卡度 - 肥媽 - 陳家樂 - 李靖筠 - 林盛斌 - 麥玲玲 - 陳潔麗 - 林子善 - 商天娥 | - 黎耀祥 - 新鴛鴦蝴蝶夢 - 李樂詩 - 明日天涯 - 丁馬卡度 - I Write the Songs、You've Lost That Loving Feeling - Maria Cordero - Kiss me Kiss me - 陳家樂、李靖筠 - 刻不容緩 - 林盛斌、麥玲玲 - 好好戀愛 - 區永權、孫慧雪 - 來夜方長 - 陳潔麗 - 我只在乎你 - 林子善 - 夏日傾情 - 商天娥 - 愛定你一個 |
| 21                   | 1月19日  | 2019年12月18日 | - 區永權 - 孫慧雪 | - 黎耀祥 - 新鴛鴦蝴蝶夢 - 李樂詩 - 明日天涯 - 丁馬卡度 - I Write the Songs、You've Lost That Loving Feeling - Maria Cordero - Kiss me Kiss me - 陳家樂、李靖筠 - 刻不容緩 - 林盛斌、麥玲玲 - 好好戀愛 - 區永權、孫慧雪 - 來夜方長 - 陳潔麗 - 我只在乎你 - 林子善 - 夏日傾情 - 商天娥 - 愛定你一個 |
| 22                   | 2月2日   | 2019年12月18日 | - 曾江 - Joe Junior - 張之珏 - 黃建東 - 尹飛燕 - 麥德羅 - 譚偉權 - 蔡頌思 | - 曾江、Joe Junior - Seven Lonely Days（與胡楓合唱） - 張之珏 - 大約在冬季 - 黃建東 - Let it be（與張之珏合唱） - 尹飛燕 - 賣花女 - 麥德羅 - 兩隻蝴蝶 - 譚偉權、蔡頌思 - 冰山大火 |
| 流行經典50年（2020） |          |                | | |
| 01                   | 2月9日   | 1月20日        | - 張帝 - 謝雷 - 青山 - 王俊棠 | - 青山 - 可愛的人生、月兒像檸檬 - 張帝、薛家燕、王俊棠 - 戲鳳 - 張帝 - 綠島小夜曲、友誼之光、榕樹下 - 謝雷 - 鳳凰于飛、站在高崗上 |
| 02                   | 2月23日  | 2月18日        | - 黃浩然 - 譚俊彥 - 陳煒 - 李施嬅 - 海俊傑 - 朱滙林 - 胡㻗 - 楊柳青 - 張子 - 黃耀煌 - 林子超 - 湯洛雯 - 李龍基 | - 黃浩然 - 每當變幻時 - 譚俊彥、陳煒 - 心仍是冷 - 譚俊彥 - 浪子心聲 - 李施嬅 - 壞女孩 - 海俊傑 - 藍雨 - 朱匯林、胡㻗、楊柳青、張子丰、黃耀煌、林子超 - 友共情 - 鄭俊弘、湯洛雯 - 天窗 - 李龍基 - 佛山贊先生 - 鄭俊弘、黃浩然、譚俊彥、海俊傑 - 莫再悲 |
| 03                   | 3月1日   | 2月19日        | - 劉緯民 - 潘志文 - 李影 - 楊玉梅 - 寶珮如 - 劉錫賢 - 鄭恕峰 | - 劉緯民 - 大地恩情 - 劉緯民、薛家燕 - 遲來的愛 - 潘志文、李影 - 人在旅途灑淚時 - 潘志文 - 鱷魚淚 - 李影 - 恰似你的溫柔 - 楊玉梅 - 似水流年 - 寶珮如 - 明日話今天 - 劉錫賢、鄭恕峰 - 勝利雙手創 |
| 04                   | 3月8日   | 2月25日        | - 余子明 - 謝雪心 - 區瑞強 - 區桂芬（區瑞強之胞妹） - 楊明霞 - 郭田葰 - 魯振順 - 王俊棠 | - 余子明 - 榕樹下 - 謝雪心 - 刻骨相思 - 區瑞強 - 總有你鼓勵、You Raise Me Up 、星 - 區瑞強、區桂芬 - 問 - 楊明霞 - 信 - 郭田葰 - 越夜越有機 - 魯振順、王俊棠 - 夢駝鈴 - 薛家燕、魯振順、王俊棠 - 皆大歡喜（時裝版） |
| 05                   | 3月15日  | 3月10日        | - 阮兆輝 - 尹飛燕 - 謝雪心 - 朱咪咪 - 黃百鳴 - 甘國衛 - 朱詠珊（鄭俊弘之母） - 謝曉瑩 | 「梨園」特輯 - 阮兆輝、尹飛燕 - 同心抗疫樂綿綿、紫釵記之劍合釵圓 - 謝雪心、朱咪咪 - 牡丹亭驚夢之幽媾 - 黃百鳴、薛家燕 - 鳳閣恩仇未了情 - 甘國衛、朱詠珊 - 帝女花之香夭 - 謝曉瑩 - 紅燭淚 |
| 06                   | 3月22日  | 2月2日         | - 李丞責 - 劉倩婷 - Perry Martin（露雲娜之夫） - 露雲娜 - 范振鋒 - 李思欣 - 麥德羅 - 劉麗萍 - 譚炳文 - 譚淑瑩（譚炳文之女） - 張彥博 - 張志成（張彥博之大伯） - 譚耀倫（譚嘉儀之胞兄） | - 李丞責、劉倩婷 - 媽媽I Love You - Perry Martin、露雲娜 - Let it be me、Devoted to you - 范振鋒、李思欣 - 只有情永在 - 麥德羅、劉麗萍 - 我的心里只有你沒有他 - 譚炳文、譚淑瑩 - 念親恩 - 張彥博、張志成 - 憑著愛 - 譚嘉儀、譚耀倫 - 我的回憶不是我的 - 鄭俊弘、何雁詩 - In love with you |
| 06                   | 3月22日  | 2月8日         | - 何雁詩 | - 李丞責、劉倩婷 - 媽媽I Love You - Perry Martin、露雲娜 - Let it be me、Devoted to you - 范振鋒、李思欣 - 只有情永在 - 麥德羅、劉麗萍 - 我的心里只有你沒有他 - 譚炳文、譚淑瑩 - 念親恩 - 張彥博、張志成 - 憑著愛 - 譚嘉儀、譚耀倫 - 我的回憶不是我的 - 鄭俊弘、何雁詩 - In love with you |
| 07                   | 3月29日  | 3月23日        | - 溫碧霞 - 黃翊 - BOP天堂鳥 - 胡渭康 - 鄭融 - 鄭梓浩 | 緬懷「張國榮（哥哥）」 - 溫碧霞 - 為你鍾情、風繼續吹 - 黃翊 - 我願意 - 譚嘉儀、黃翊 - 拒絕再玩 - BOP天堂鳥 - Monica、H2O、Stand Up - 胡渭康 - 追 - 鄭融 - 春夏秋冬 - 鄭梓浩、鄭融 - 誰令你心痴 |
| 08                   | 4月5日   | 2月8日         | - 譚俊彥 - 何婉盈 - 楊立門 - 莫旭秋 - 姜培莉 - 尹光 - 李麗儀（尹光之妻） | - 鄭俊弘、譚俊彥 - 這一個夜 - 何婉盈 - 梨渦淺笑 - 楊立門 - 偏偏喜歡你 - 楊立門、何婉盈 - 誰令你心痴 - 莫旭秋 - 一剪梅 - 姜蓓莉 - 醉相思 - 莫旭秋、姜蓓莉 - 蘇州河邊 - 尹光、李麗儀 - 香港靚女多 - 尹光 - 萬水千山縱橫 |
| 09                   | 4月12日  | 2月29日        | - 伍衛國 - 王敏德 - 林德信 - 胡鴻鈞 - 吳業坤 - 何浩文 - 黎諾懿 - 黃祥興 | 男神特輯 - 薛家燕、伍衛國 - 人生何處不相逢 - 伍衛國 - 世事如棋 - 王敏德 - Don't let the sun go down - 林德信 - 分分鐘需要你 - 胡鴻鈞 - 明知故犯 - 吳業坤 - 單車 - 何浩文 - 愛是最大權利 - 薛家燕、黎諾懿、黃祥興 - 每天愛你多一些 |
| 10                   | 4月19日  | 3月18日        | - 姚子羚 - 趙慧珊@Super Girls - 吳嘉熙@Super Girls - 可嵐 - 李佳芯 | 女神特輯 - 姚子羚 - 解脫 - 趙慧珊 - 囍帖街 - 吳嘉熙 - 爛泥 - 譚嘉儀、趙慧珊、吳嘉熙、可嵐 - 那些年（那些年，我們一起追的女孩主題曲）、雨愛（海派甜心片尾曲） - 可嵐 - 讓我歡喜讓我憂 - 蔚雨芯 - 孤單的心痛 - 康華 - 愛很簡單 - 李佳芯 - 幸運是我 |
| 10                   | 4月19日  | 3月3日         | - 蔚雨芯 - 康華 | 女神特輯 - 姚子羚 - 解脫 - 趙慧珊 - 囍帖街 - 吳嘉熙 - 爛泥 - 譚嘉儀、趙慧珊、吳嘉熙、可嵐 - 那些年（那些年，我們一起追的女孩主題曲）、雨愛（海派甜心片尾曲） - 可嵐 - 讓我歡喜讓我憂 - 蔚雨芯 - 孤單的心痛 - 康華 - 愛很簡單 - 李佳芯 - 幸運是我 |
| 11                   | 4月26日  | 4月8日         | - 張振朗 - 蔡思貝 - 黃子恆 - 何依婷 - 楊明 - 朱敏瀚 - 楊證樺 - 姚亦澧 - 冼灝英 - 蔡國威 - 陳偉洪 - 袁鎮業 - 呂珊 | 機場特警 - 張振朗 - 當年情 - 張振朗、蔡思貝 - 小飛俠 - 黃子恆、何依婷 - 現代愛情故事 - 楊明、朱敏瀚、楊證樺、姚亦澧、冼灝英、蔡國威、陳偉洪、袁鎮業 - 伴我啟航 - 呂珊 - 猛龍特警隊、新紮師兄、你令我快樂過 - 曾航生 - 童年 |
| 11                   | 4月26日  | 4月5日         | - 曾航生 | 機場特警 - 張振朗 - 當年情 - 張振朗、蔡思貝 - 小飛俠 - 黃子恆、何依婷 - 現代愛情故事 - 楊明、朱敏瀚、楊證樺、姚亦澧、冼灝英、蔡國威、陳偉洪、袁鎮業 - 伴我啟航 - 呂珊 - 猛龍特警隊、新紮師兄、你令我快樂過 - 曾航生 - 童年 |
| 12                   | 5月3日   | 4月15日        | - 朱咪咪 - 李龍基 - 陳浩德 - 余香凝 | - 李龍基、陳浩德、朱咪咪 - 風雨同路 - 朱咪咪 - 忘盡心中情 - 李龍基 - 英雄出少年、人生曲 - 陳浩德 - 悲秋風 - 薛家燕、陳浩德 - 痴情淚 - 余香凝 - 野孩子 - 鄭俊弘、余香凝 - 從不喜歡孤單一個 - 李龍基、朱咪咪 - 鐵血丹心 |
| 13                   | 5月10日  | 4月21日        | - 石耀庭（薛家燕之二子） - 石耀珠（薛家燕之幼女） - 林盛斌 - 林道申（林盛斌之四子） - 林機兒（林盛斌之三女） - 林熹兒（林盛斌之二女） - 林霏兒（林盛斌之大女） - 黃乙頤（林盛斌之妻） - 曉華（劉雅麗之母） - 劉雅麗 - 楊卓娜 - 翟威廉 - 周志文 - 周志康 - 馬靄嫦（譚嘉儀之母） - 譚耀倫（譚嘉儀之胞兄） - 李麗霞 - 蔡穎秋（李麗霞之女） - 朱凱婷 - 林穎彤（朱凱婷之女） | 母親節特輯 - 薛家燕、石耀庭、石耀珠 - 親情 - 林盛斌一家 - 456Wing - 曉華、劉雅麗 - 午夜香吻 - 楊卓娜 - 假如 - 鄭俊弘、翟威廉、周志文、周志康 - 真的愛你 - 譚嘉儀、馬靄嫦 - 漫步人生路（譚耀倫演奏結他） - 李麗霞、蔡穎秋 - 讓一切隨風 - 朱凱婷、林穎彤 - 世上只有 |
| 14                   | 5月17日  | 4月26日        | - 舒雅頌 - 煒烈 - 威利 - 蘇珊 - 歌莉雅 - 林一峰 - 張武孝 | - 舒雅頌 - 給我一個吻 - 煒烈 - 夜空 - 威利 - 一點燭光 - 蘇珊 - 酒矸倘賣無 - 威利、蘇珊 - More Than I Can Say - 歌莉雅 - 心裡日記 - 林一峰 - 追憶、誰能明白我 - 張武孝 - Perfect |
| 15                   | 5月24日  | 5月6日         | - 劉喬方 - 關楚耀 - JW王灝兒 | 電影金曲特輯 - 薛家燕、黎耀祥、曹永廉、鄭俊弘、譚嘉儀 - 最緊要好玩 - 黎耀祥 - 雙星情歌 - 曹永廉 - 無賴 - 劉喬方 - 胭脂扣 - 關楚耀 - 夕陽之歌 - JW王灝兒 - 如果．愛 - 蔚雨芯 - 身驕肉貴 - 麥德羅 - 阿郎戀曲 - 薛家燕、黎耀祥 -你回來吧 |
| 15                   | 5月24日  | 5月12日        | - 蔚雨芯 - 麥德羅 | 電影金曲特輯 - 薛家燕、黎耀祥、曹永廉、鄭俊弘、譚嘉儀 - 最緊要好玩 - 黎耀祥 - 雙星情歌 - 曹永廉 - 無賴 - 劉喬方 - 胭脂扣 - 關楚耀 - 夕陽之歌 - JW王灝兒 - 如果．愛 - 蔚雨芯 - 身驕肉貴 - 麥德羅 - 阿郎戀曲 - 薛家燕、黎耀祥 -你回來吧 |
| 16                   | 5月31日  | 5月12日        | - 邵音音 - 關寶慧 - 吳岱融 - 葉童 | 電影金曲特輯Part.2 - 薛家燕、邵音音 - 站在高崗上 - 邵音音 - 郊道 - 關寶慧 - 情人的眼淚 - 吳岱融 - 太傻 - 曹永廉、黎耀祥 - 一段情 - 葉童 - 親密愛人、完全因你 |
| 17                   | 6月7日   | 5月19日        | - 陳欣健 - 黃百鳴 - 王敏德 - 黃光亮 - 溫碧霞 - 李靖筠 | 電影金曲特輯Part.3 - 陳欣健 - Speak Softly Love - 薛家燕、陳欣健 - 玫瑰玫瑰我愛你（雙語版） - 黃百鳴 - 開心鬼 - 王敏德 - 最佳拍檔 - 黃光亮 - 友誼之光 - 黎耀祥、曹永廉 - 友情歲月 - 溫碧霞 - 深愛著你 - 李靖筠 - 感情線上 |
| 18                   | 6月14日  | 5月26日        | - 陳美齡 - 文雪兒 - 黃智賢 - 陸寶 - 李璧琦 - 吳幸美 | - 陳美齡 - 香港香港、The Circle Game - 文雪兒 - 小城故事、殘夢 - 黎耀祥 - 有誰共鳴 - 黃智賢 - 喜歡你 - 陸寶 - 星 - 李璧琦 - Somewhere In Time - 吳幸美 - 我要活下去 |
| 19                   | 6月21日  | 6月2日         | - 鄭子誠 - 區瑞強 - 歐陽德勛 - 蔡立兒 - 阮德鏘 - 鄭啟泰 - 葉文輝 | 父親節特輯 - 鄭子誠、區瑞強 - 月亮代表我的心 - 鄭子誠 - 父母恩 - 區瑞強 - 陌上歸人 - 歐陽德勛、蔡立兒 - 愛的火花 - 阮德鏘 - 祇想一生跟你走 - 鄭啟泰 - 為什麼 - 葉文輝 - 祝君好 - 曹永廉、黃智賢 - 煙花句 |
| 20                   | 6月28日  | 6月9日         | - 吳業坤 - J.Arie - 劉子碩 - 張寶兒 - 安俊豪 - 應智越 | 夏日特輯 - 薛家燕、曹永廉、鄭俊弘、譚嘉儀 - 火熱動感La La La - 曹永廉、黃智賢 - 夏日傾情 - 吳業坤 - 陽光點的歌 - J.Arie - 雨後陽光 - 劉子碩 - 今年夏天 - 張寶兒 - 擁抱愛（愛·回家 (第一輯)主題曲） - 安俊豪、應智越 - 夏日Fiesta、Sugar in a marmalade |
| 21                   | 7月5日   | 6月23日        | - 蔣麗萍 - 陳友 - 王君馨 - 李彩華 - 高鈞賢 | - 蔣麗萍 - 我為你狂、明日有會期、酒矸倘賣無 - 薛家燕、譚嘉儀、陳友 - L-O-V-E Love - 蔣麗萍、王君馨 - You Raise Me Up - 李彩華 - 強 - 高鈞賢 - 共同渡過 - 黃智賢 - 明年今日 |
| 22                   | 7月12日  | 5月26日        | - 陳美齡 | 1983年度十大勁歌金曲特輯 - 陳美齡 - 願你繼續醉 - 雷有暉 - 遲來的春天 - 連詩雅 - 交出我的心 - 糖妹 - 赤的疑惑 - 李龍基 - 漁舟唱晚 - 譚嘉儀、何雁詩 - 一段情 - 曹永廉、黃智賢 - 今宵多珍重 - 鄭俊弘 - 激光中 |
| 22                   | 7月12日  | 6月16日        | - 雷有暉 - 連詩雅 - 糖妹 - 李龍基 - 何雁詩 | 1983年度十大勁歌金曲特輯 - 陳美齡 - 願你繼續醉 - 雷有暉 - 遲來的春天 - 連詩雅 - 交出我的心 - 糖妹 - 赤的疑惑 - 李龍基 - 漁舟唱晚 - 譚嘉儀、何雁詩 - 一段情 - 曹永廉、黃智賢 - 今宵多珍重 - 鄭俊弘 - 激光中 |
| 23                   | 7月19日  | 6月28日        | - 何婉盈 - 黃翊 - 鄭梓浩 - 蔣嘉瑩 - 狄以達 - 伍富橋 | 1984年度十大勁歌金曲特輯 - 何婉盈 - 零時十分 - 黃翊 - 再度孤獨 - 鄭梓浩 - 天籟 - 曹永廉 - 幻影 - 蔣嘉瑩 - 偶遇 - 狄以達 - Monica - 伍富橋 - 愛在深秋 |
| 24                   | 7月26日  | 7月7日         | - 黎瑞恩 - 伍仲衡 - 吳浩康 - 小肥 - 陳蕾 - 陳梅馨 | 1985年度十大勁歌金曲特輯 - 黎瑞恩 - 誰可相依、雨夜的浪漫 - 吳浩康 - 不羈的風 - 曹永廉 - 聽不到的說話 - 小肥 - 暴風女神Lorelei - 陳蕾 - 壞女孩 - 陳梅馨 - 風雨同路 - 吳浩康、小肥 - 前程錦繡 |
| 25                   | 8月2日   | 7月11日        | - 麥潔文 - 陳薔天 - 曾航生 - 車婉婉 - 周志康 - 魯振順 | 1986年度十大勁歌金曲特輯 - 麥潔文 - 有誰共鳴 - 麥潔文、陳薔天 - 千個太陽 - 曾航生 - 當年情 - 曹永廉、曾航生 - 無言感激 - 車婉婉 - 夢伴 - 車婉婉、周志康 - 將冰山劈開 - 魯振順 - 幾許風雨 |
| 26                   | 8月9日   | 7月28日        | - 莫鎮賢 - 區永權 - 莫家淦 - 鄭瑞芬 - 海俊傑 - 吳江倫（吳香倫之妹） - 方紹聰 | 1987年度十大勁歌金曲特輯 - 莫鎮賢 - 無邊的思憶 - 區永權 - 知心當玩偶 - 莫家淦 - Don't Say Goodbye - 鄭瑞芬 - 灰色 - 海俊傑 - 海誓山盟 - 吳江倫 - 流下眼淚前 - 方紹聰 - 一生中最愛 |
| 27                   | 9月6日   | 8月11日        | - 王浩信 - 張振朗 - 賴慰玲 - 朱敏瀚 - 許家傑 - 傅嘉莉 - 蔣家旻 - 張武孝 - 馮盈盈（觀眾） - 湯怡（觀眾） - 高海寧（觀眾） - 徐榮（觀眾） | 緬懷譚炳文＋反黑路人甲 - 王浩信 - 甘心替代你（反黑路人甲插曲） - 張振朗、賴慰玲 - 明知故犯 - 張振朗、朱敏瀚、許家傑 - 鐵幕誘惑 - 傅嘉莉、蔣家旻 - 戀愛大過天 - 張武孝 - 戲劇人生 - 鄭俊弘 - 路人乙 |
| 28                   | 9月13日  | 9月9日         | - 王馨平 - 胡渭康 - 沈震軒 - 馮允謙 - 韋雄 | 緬懷譚炳文Part.2＋1991年度十大勁歌金曲特輯 - 王馨平 - 夢醒時分、我是不是該安靜的走開 - 胡渭康 - 長夜多浪漫 - 沈震軒 - 對不起，我愛妳、一顆不變心 - 馮允謙 - 今夜妳會不會來 - 韋雄 - 想念你 |
| 29                   | 9月20日  | 8月25日        | - 陳啟泰 - 區靄玲 - 林韋辰 - 寶珮如 - 蔡國威 - 區耀國 - 潘志文 - 吳麗珠 - 楊仲恩 - 魏秋樺 | - 陳啟泰 - 假如真的再有約會（我和殭屍有個約會2主題曲） - 區靄玲 - 欲斷難斷 - 林韋辰 - 儂本多情 - 寶珮如、蔡國威 - 對你太在乎 - 區耀國 - 不再猶豫 - 潘志文 - 大內群英 - 吳麗珠、楊仲恩 - 無言的結局 - 魏秋樺 - 情人的眼淚 - 薛家燕、潘志文 - 相思風雨中 |
| 30                   | 9月27日  | 7月29日        | - 方伊琪 - 漢洋 - 林家謙 - 陳嘉茵 - 陳苑澄 - 陳詩欣 - BOP天堂鳥 - 何國星 | 1988年度十大勁歌金曲特輯 - 方伊琪 - 胭脂扣 - 漢洋 - 真的漢子 - 林家謙 - 煙雨淒迷 - 陳嘉茵、陳苑澄 - Stand by Me - 陳詩欣 - 姊妹 - BOP天堂鳥 - 紅唇的吻 - 何國星 - 謝謝你的愛 - 曹永廉、鄭俊弘 - 千載不變 - 譚嘉儀 - 傻女 |
| 31                   | 10月4日  | 8月4日         | - 文佩玲 - 姜麗文 - 黎明詩 - 洪 - HANA菊梓喬 - 陳慧敏 - 洪楗華 | 1989年度十大勁歌金曲特輯 - 文佩玲 - 夕陽之歌 - 譚嘉儀、姜麗文 - 千千闋歌 - 黎明詩 - 難得有情人 - 洪 - 誰明浪子心 - HANA菊梓喬 - 真的愛你、只想與你在一起（再創世紀片尾曲） - 陳慧敏 - 依然 - 洪楗華 - 一生不變 - 曹永廉、鄭俊弘 - 夕陽醉了 |
| 32                   | 10月11日 | 8月18日        | - 李樂詩 - 范振鋒 - 許文軒 - 譚永浩 - 鄭雋熹 - 林子超 - 張明偉 - 葉凱茵 - 陳明憙 | 1990年度十大勁歌金曲特輯 - 李樂詩 - 焚心以火 - 范振鋒 - 眷戀 - 許文軒 - 愛恨纏綿 - 譚永浩、鄭雋熹、林子超 - 失戀 - 譚嘉儀、張明偉 - 心仍是冷 - 曹永廉、葉凱茵 - 相逢何必曾相識 - 陳明憙 - 前塵 - 鄭俊弘 - 祇願一生愛一人 - 薛家燕 - 秋去秋來 |
| 33                   | 10月18日 | 9月22日        | - 露雲娜 - 泳兒 - 劉彩玉 - 艾妮Elly - 糖妹 - 戴祖儀 - 林穎彤 - 陳國峰 - 譚嘉荃 | 「獨白」特輯 - 露雲娜 - 天各一方（薛家燕獨白） - 泳兒 - 給最傷心的人 - 劉彩玉 - 無可奉告 - 艾妮Elly - 留給最愛的說話（鄭啟泰獨白） - 糖妹 - 紅茶館 - 戴祖儀、林穎彤 - 眼紅紅 - 陳國峰 - 祇有你不知道 - 曹永廉、譚嘉荃 - 默默無言 - 譚嘉儀 - 有緣的話（鄭俊弘獨白） |
| 34                   | 10月25日 | 9月15日        | - JW王灝兒 - 鄭融 - 谷婭溦 - 劉子碩 - 安俊豪 - 何雁詩 - 馬天佑 | 「旅遊」特輯 - 薛家燕 - 檳城豔 - JW王灝兒 - 富士山下 - 鄭融 - 東京百貨 - 譚嘉儀 - 再見二丁目 - 谷婭溦、劉子碩 - 冬季到台北來看雨 - 安俊豪 - 情非首爾 - 何雁詩 - 夜遊杜拜 - 鄭欣宜 - 巴黎沒有摩天輪 - 鄭俊弘、馬天佑 - 到處留情 |
| 34                   | 10月25日 | 10月23日       | - 鄭欣宜 | 「旅遊」特輯 - 薛家燕 - 檳城豔 - JW王灝兒 - 富士山下 - 鄭融 - 東京百貨 - 譚嘉儀 - 再見二丁目 - 谷婭溦、劉子碩 - 冬季到台北來看雨 - 安俊豪 - 情非首爾 - 何雁詩 - 夜遊杜拜 - 鄭欣宜 - 巴黎沒有摩天輪 - 鄭俊弘、馬天佑 - 到處留情 |
| 35                   | 11月1日  | 10月23日       | - 陳展鵬 - 王浩信 - 林夏薇 - 李龍基 - 黃建東 | 「台慶月」特輯 - 陳展鵬 - 巨輪（巨輪主題曲） - 王浩信 - 心眼（踩過界及踩過界2主題曲） - 陳展鵬、林夏薇 - 從未知道你最好（城寨英雄片尾曲） - 林夏薇 - 很想討厭你（單戀雙城主題曲） - 李龍基 - 男子漢（男子漢主題曲）、花艇小英雄（花艇小英雄主題曲） - 黃建東 - 佛山贊先生（佛山贊先生主題曲） - 李龍基、黃建東 - 萬水千山縱橫（天龍八部之虛竹傳奇主題曲） - 曹永廉 - 不想獨自快樂（妙手仁心片尾曲） - 譚嘉儀 - 瘋了（不婚媽咪主題曲） |
| 36                   | 11月8日  | 10月27日       | - 黎耀祥 - 商天娥 - 王梓軒 - 趙希洛 - 胡楓 | 「台慶月」特輯 Part.2 - 黎耀祥 - 義海豪情（巾幗梟雄之義海豪情主題曲） - 鄭俊弘、商天娥 - 鐵血丹心（射鵰英雄傳之鐵血丹心主題曲）、世間始終你好（射鵰英雄傳之華山論劍主題曲）、問誰領風騷（成吉思汗主題曲） - 鄭欣宜 - 擁抱愛（愛·回家 (第一輯)主題曲） - 王梓軒 - 我說過要你快樂（壹號皇庭插曲） - 趙希洛 - 祝君好（十月初五的月光主題曲） - 胡楓 - 前程錦繡（前程錦繡主題曲） - 曹永廉 - 燈火闌珊處（壹號皇庭III插曲）                |
| 36                   | 11月8日  | 10月28日       | - 鄭欣宜 | 「台慶月」特輯 Part.2 - 黎耀祥 - 義海豪情（巾幗梟雄之義海豪情主題曲） - 鄭俊弘、商天娥 - 鐵血丹心（射鵰英雄傳之鐵血丹心主題曲）、世間始終你好（射鵰英雄傳之華山論劍主題曲）、問誰領風騷（成吉思汗主題曲） - 鄭欣宜 - 擁抱愛（愛·回家 (第一輯)主題曲） - 王梓軒 - 我說過要你快樂（壹號皇庭插曲） - 趙希洛 - 祝君好（十月初五的月光主題曲） - 胡楓 - 前程錦繡（前程錦繡主題曲） - 曹永廉 - 燈火闌珊處（壹號皇庭III插曲）                |
| 37                   | 11月15日 | 10月30日       | - 米雪 - 雪梨 - 郭晉安 - 歐倩怡 - 李樂詩 - 黎芷珊 - 黃建東 | 「台慶月」特輯 Part.3 - 米雪、雪梨 - 倆忘煙水裡（天龍八部之六脈神劍主題曲） - 米雪 - 今宵多珍重（金宵大廈主題曲）（黃建東演奏鋼琴） - 雪梨 - 抱緊眼前人（大鬧廣昌隆主題曲） - 郭晉安 - 春夏秋冬 - 郭晉安、歐倩怡 - 萬千寵愛在一身 - 歐倩怡 - 一切也願意（藍色風暴主題曲） - 李樂詩 - 網中人（網中人主題曲）、情義兩心堅（神鵰俠侶插曲） - 黎芷珊 - 陪著你走（不懂撒嬌的女人插曲）                                                     |
| 38                   | 11月22日 | 11月3日        | - 舒雅頌 - 李麗霞 - 張武孝 - 莫旭秋 - 韋雄 - 姚亦澧 - 潘梓鋒 - 郭浩皇 | 「國語金曲之夜」特輯 - 薛家燕 - 瀟灑走一回 - 舒雅頌 - 至少還有你 - 李麗霞 - 征服 - 舒雅頌、李麗霞 - 一樣的天空（雙語版） - 張武孝 - 熱情的沙漠 - 莫旭秋 - 情人的眼淚 - 韋雄 - 原來你什麼都不要（Rock版） - 姚亦澧、潘梓鋒、郭浩皇 - 笨小孩 - 譚嘉儀 - 失戀無罪 |
| 39                   | 11月29日 | 11月10日       | - 陳浩德 - 蔚雨芯 - 艾妮Elly - 施匡翹 - 歐信希 - 羅孝勇 - 可嵐 | 「花」特輯 - 陳浩德 - 勁草嬌花、春花秋月 - 蔚雨芯 - 花千樹 - 艾妮Elly - 風花雪 - 施匡翹 - 海上花 - 歐信希 - 落花流水 - 羅孝勇 - 流浪花 - 可嵐 - 花心 - 鄭俊弘 - 玉蝴蝶 |
| 40                   | 12月6日  | 11月13日       | - 呂珊 - 吳麗珠 - 楊仲恩 - 趙慧珊@Super Girls - 周志文 - 周志康 - 陳明憙 - 煒烈 | 「一曲二唱」特輯 - 呂珊 - 容易受傷的女人、每日懷念你 - 吳麗珠、楊仲恩 - 明天你是否依然愛我、還有 - 趙慧珊 - 我的驕傲 - 周志文、周志康 - 明年今日 - 鄭俊弘、陳明憙 - 都是你的錯 - 煒烈 - 別話 |
| 41                   | 12月13日 | 12月9日        | - 羅天宇 - 連詩雅 - 謝東閔 - 戴祖儀 - 谷婭溦 - 王敏奕 - 糖妹 - 林景程 - 龔嘉欣（觀眾） - 游嘉欣（觀眾） - 林正峰（觀眾） - 徐文浩（觀眾） - 劉溫馨（觀眾） | 香港愛情故事 - 羅天宇 - 一個為你甘去蹈火海的人 - 連詩雅 - 愛情事（香港愛情故事主題曲） - 謝東閔、戴祖儀 - 逆流而上（香港愛情故事插曲） - 谷婭溦 - 哭牆（香港愛情故事片尾曲）、該如何放棄愛 - 王敏奕、糖妹 - 談情說愛 - 林景程 - 愛不疚（溏心風暴之家好月圓片尾曲） - 謝東閔 - 我真的受傷了 |
| 42                   | 12月20日 | 12月1日        | - 陳欣健 - Joe Junior - 賈思樂 - 姜麗文 - 蘇珊 - 姚子羚 | 「聖誕節」特輯 - 薛家燕、譚嘉儀 - Nobody - 陳欣健、Joe Junior - White Christmas - 陳欣健 - Can't help falling in love - Joe Junior - Bridge over troubled water - 賈思樂 - Jingle bells（特別版） - 姜麗文 - Santa Claus is Coming to Town（Rock版） - 蘇珊 - You've got a friend - 姚子羚 - 雪人 - 譚嘉儀、賈思樂 - Have yourself a Merry little Christmas                                                                           |

### 2021年
| 集數                 | 播映日期 | 錄影日期       | 嘉賓（按場序） | 歌曲 |
| 流行經典50年（2021） |          |                | | |
| 01                   | 1月31日  | 2020年12月15日 | - 區瑞強 - 區昕進（區瑞強之幼子） - 何雁詩 - 杜大偉 - 楊凱珠（杜大偉之妻） - 舒雅頌 - 李鎮天（舒雅頌之夫） - 葉凱茵 - 郭家樑（葉凱茵之夫） - 駿雄 - 廖家爵（駿雄之子） - 李有毅 - 李國煒（李有毅之子） - 譚嘉敏（譚嘉儀之胞姊） | - 區瑞強、區昕進 - 紅葉斜落我心寂寞時（雙語版） - 鄭俊弘、何雁詩 - 紀念日 - 杜大偉、楊凱珠 - 只怕不再遇上 - 舒雅頌、李鎮天 - 在雨中 - 葉凱茵、郭家樑 - 天窗 - 駿雄、廖家爵 - 誰可改變 - 李有毅、李國煒 - 單車 - 譚嘉儀、譚嘉敏 - Lydia（譚耀倫演奏結他） |
| 02                   | 2月7日   | 2020年11月24日 | - BOP天堂鳥 - 麥秋成 - 容羨媛 - 鄧佩儀 - 李君妍 - 蕭凱欣 - 鄭雋熹 - 應智越 - 郭浩皇 - 伍富橋 - 吳江倫（吳香倫之妹） | 「跳唱金曲」特輯 - 薛家燕 - 江南Style - BOP天堂鳥 - 唱這歌 - 麥秋成、容羨媛 - 一事無成 - 譚嘉儀、鄧佩儀 - 隆重登場 - 李君妍、蕭凱欣、鄭雋熹 - 熱力節拍Wou Bom Ba - 應智越、郭浩皇 - 頭髮亂了 - 伍富橋 - 這個冬天不太冷 - 吳江倫 - 風的季節 |
| 03                   | 2月14日  | 1月19日        | - 海俊傑 - 文佩玲 - Patrick Sir - 關宛珊 - 劉香萍 - 貝安琪 - 韋雄 - 陳國峰 - 艾妮Elly - 侯慧寧 - 蘇煒喬 - 翟威廉 - 周志文 - 周志康 - 陳凱彤 - 葉蒨文                                                                            | 情人節＋賀歲特輯 - 薛家燕、曹永廉、鄭俊弘、譚嘉儀 - 歡迎新年到 - 海俊傑 - 愛是永恆 - 文佩玲 - 你為了愛情 - Patrick Sir - 傻癡癡（偕同關宛珊放閃） - 劉香萍、貝安琪 - 南泥灣 - 鄭俊弘、韋雄 - 左右為難 - 陳國峰、艾妮Elly - 刻不容緩 - 侯慧寧、蘇煒喬 - 依然相愛 - 翟威廉、周志文、周志康、陳凱彤、葉蒨文 - 孖寶668（歡樂年年、財神到、恭喜恭喜、新春頌獻、迎春花）                                                                              |
| 04                   | 2月21日  | 2月4日         | - 尹光 - 姜蓓莉 - 何婉盈 - 莫旭秋 - 張子 - 歌莉雅 - 楊立門 - 敖嘉年 | 新春特輯 - 薛家燕、曹永廉、鄭俊弘、譚嘉儀 - 新春十字步 - 尹光 - 財神到、爆金爛 - 姜蓓莉 - 祝福 - 何婉盈 - 愛是這樣甜 - 莫旭秋 - 可愛的玫瑰花 - 張子、歌莉雅 - 其實你心裡有沒有我 - 楊立門 - 痴心眼內藏 - 敖嘉年 - 星空倒轉七十年 - 鄭俊弘 - 左右手 |
| 05                   | 3月7日   | 2月23日        | - 可嵐 - 鄧智堅 - 李思雅 - 羅泳嫻 - 連俊雄 - 盛勁為 - 陳國麟 - 李鉅峰 - 蕭秀香 | - 曹永廉、鄭俊弘 - 半斤八兩 - 可嵐 - Greatest Love of All - 鄧智堅 - 似夢迷離 - 李思雅 - 明知故犯 - 羅泳嫻 - 難得有情人 - 連俊雄 - 李香蘭 - 盛勁為、陳國麟、李鉅峰 - 朋友二號 - 譚嘉儀、蕭秀香 - 漫步人生路 - 譚嘉儀 - 藍天 |
| 06                   | 3月14日  | 2月27日        | - 胡渭康 - 王馨平 - 李龍基 - 方伊琪 - 郭政鴻 - 何瑩瑩 | - 胡渭康、王馨平 - 你最珍貴、你 - 胡渭康 - 伴我啟航 - 王馨平 - 無奈那天 - 李龍基 - 抱緊眼前人 - 鄭俊弘、李龍基 - Bridge Over Troubled Water - 方伊琪 - 信 - 郭政鴻 - 鴿子情緣（何瑩瑩演奏古箏） - J.Arie - 黑夜不再來 - 曹永廉、譚嘉儀 - 合久必婚 |
| 06                   | 3月14日  | 2月16日        | - J.Arie | - 胡渭康、王馨平 - 你最珍貴、你 - 胡渭康 - 伴我啟航 - 王馨平 - 無奈那天 - 李龍基 - 抱緊眼前人 - 鄭俊弘、李龍基 - Bridge Over Troubled Water - 方伊琪 - 信 - 郭政鴻 - 鴿子情緣（何瑩瑩演奏古箏） - J.Arie - 黑夜不再來 - 曹永廉、譚嘉儀 - 合久必婚 |
| 07                   | 3月21日  | 3月16日        | - 泳兒 - JW王灝兒 - 許靖韻 - 何嘉莉 - 何瑩瑩 - 龍婷 - 朱紫嬈 - 張明偉 - 王鎮泉 - 鄭詠謙 | - 泳兒 - 枯榮（你是我的命運主題曲） - JW王灝兒 - 非走不可 - 許靖韻 - 分手總要在雨天 - 何嘉莉 - 非份之想 - 何瑩瑩 - 我的驕傲 - 龍婷 - 千言萬語（彩雲飛插曲） - 朱紫嬈 - 星語心願（星願插曲） - 張明偉 - We Are The Champion - 王鎮泉 - 認錯 - 鄭詠謙 - 留低鎖匙 |
| 08                   | 3月28日  | 3月9日         | - 姜大衞（觀眾） - 姜卓文 - 姜文杰 - 姜麗文 - 區瑞強（觀眾） - 區昕進（區瑞強之幼子） - 雪梨 - 徐頴堃 - 王子涵 - 麥潔文（觀眾） - 陳薔天（麥潔文之女） - 湯君慈 - 湯君耀                                                        | 「星二代」特輯 - 姜卓文 - Butterfly - 姜文杰、姜麗文 - 月半彎、Imagine - 區昕進 - 過火、聽不到的說話 - 雪梨、徐頴堃 - 赤子 - 徐頴堃 - Dream a Little Dream of Me - 王子涵 - 隆重登場 - 陳薔天 - 你好不好 - 湯君慈、湯君耀 - 紅豆 |
| 09                   | 4月4日   | 3月30日        | - 湯寶如 - 王馨平 - 胡楓 - 胡諾言 - 張崇德 - 陳敏之 - 嚴淑明 - 何弘軒 - 馬德鐘 - 黃智賢 - 敖嘉年 - 唐文龍 - 歐倩怡 - 劉佩玥 - MastaMic - 王君馨 - 鄭世豪 - 李璧琦 - 楊思琦 - 張名雅 - 葉暐 - 周子揚                             | 1.5小時加長版＋緬懷「張國榮（哥哥）」 - 薛家燕、曹永廉、鄭俊弘、譚嘉儀 - 打開天空 - 湯寶如 - 絕對是個夢 - 湯寶如、王馨平 - 飛出戀愛街 - 胡楓 - 隨想曲 - 胡諾言、張崇德 - 追 - 陳敏之、嚴淑明、何弘軒 - 明日恩典 - 薛家燕、馬德鐘 - 緣份 - 馬德鐘 - 我只在乎你 - 曹永廉、黃智賢、敖嘉年、唐文龍 - 友共情 - 歐倩怡 - 曖昧 - 譚嘉儀、劉佩玥 - 信者得愛（feat. MastaMic） - 鄭俊弘、王君馨、鄭世豪、李璧琦、楊思琦、張名雅、葉暐、周子揚 - 星秀傳說 |

## 主持出現集數
流行經典50年
- 薛家燕（1-84）
- 黎小田（1-70、84）
- 湯寶如（1-31）
- 曹永廉（1、3、5-6、9、12-13、19-26）
- 古巨基（27-34）
- 陳敏之（32-49、52-53、55-72、74-84）
- 胡諾言（34-44、46-55、57-60、62-63、65-84）
- 黎瑞恩（42-45）

流行經典50年 唱爆周末
- 薛家燕（1-3）
- 黎小田（1-3）
- 湯寶如（1-3）
- 曹永廉（3）

流行經典50年（2019）
- 胡楓（1-22）
- 陳敏之（1-3、6-9、11-22）
- 鄭俊弘（1-22）
- 譚嘉儀（1-5、10-22）
- 陳松伶（6-9）

流行經典50年（2020）
- 薛家燕（1-25、27-29、31-42）
- 鄭俊弘（1-24、26-42）
- 譚嘉儀（1-42）
- 曹永廉（15-42）
- 黎耀祥（15-18）
- 黃智賢（19-22）

流行經典50年（2021）
- 薛家燕（1-9）
- 鄭俊弘（1-9）
- 譚嘉儀（1-9）
- 曹永廉（1-9）
- 湯寶如（9）
- 陳敏之（9）
- 胡諾言（9）
- 胡楓（9）

## 收視

### 2019年
| 期數 | 播放日期 | 香港7天跨平臺總收視 | 澳門家中及家外直播收視 |
| ---- | -------- | ------------------- | ---------------------- |
|      | 3月24日  | 18.7                |                        |
|      | 5月5日   | 20.1                |                        |
|      | 8月17日  | 14.3                | 10.6                   |
|      | 8月24日  | 13.0                |                        |
|      | 8月31日  | 12.4                |                        |
|      | 9月7日   |                     |                        |
|      | 9月21日  | 15.7                | 11.8                   |
|      | 9月28日  | 14.2                | 10.2                   |
|      | 10月5日  | 17.3                | 12.9                   |
|      | 10月12日 | 16.2                | 12.1                   |
|      | 10月19日 | 17.4                | 12.9                   |
|      | 10月26日 | 15.7                | 11.4                   |
|      | 11月9日  | 17.3                | 12.9                   |
|      | 11月16日 | 17.1                | 12.8                   |
|      | 11月23日 | 17.6                | 13.0                   |
|      | 11月30日 | 14.1                | 10.4                   |
|      | 12月14日 | 16.8                | 12.5                   |
|      | 12月21日 | 15.9                | 11.5                   |
|      | 12月29日 | 19.4                | 11.5                   |

### 2020年
| 期數 | 播放日期 | 香港7天跨平臺總收視 | 澳門家中及家外直播收視 |
| ---- | -------- | ------------------- | ---------------------- |
|      | 1月5日   | 17.8                | 10.4                   |
|      | 1月19日  | 15.2                | 8.8                    |
|      | 2月2日   | 19.9                | 12.2                   |
|      | 2月9日   | 22.4                | 13.9                   |
|      | 2月23日  | 19.2                | 11.5                   |
|      | 3月1日   | 18.8                | 11.4                   |
|      | 3月8日   | 19.3                | 11.6                   |
|      | 3月29日  | 22.3                | 13.2                   |
|      | 4月5日   | 21.3                | 12.7                   |
|      | 4月12日  | 20.2                | 12.0                   |
|      | 4月19日  | 20.1                | 11.8                   |
|      | 4月26日  | 20.9                | 12.4                   |
|      | 5月3日   | 20.9                | 12.5                   |
|      | 5月10日  | 21.4                | 12.8                   |
|      | 5月17日  | 17.7                | 10.5                   |
|      | 5月24日  | 18.2                | 10.7                   |
|      | 5月31日  | 19.1                | 11.4                   |
|      | 6月7日   | 20.0                | 12.1                   |
|      | 6月14日  | 19.8                | 11.9                   |
|      | 6月21日  | 18.9                | 11.0                   |
|      | 6月28日  | 16.5                | 9.6                    |
|      | 7月5日   | 17.8                | 10.2                   |
|      | 7月12日  | 19.4                | 11.5                   |
|      | 7月19日  | 18.8                | 11.2                   |
|      | 7月26日  | 19.9                | 11.7                   |
|      | 8月2日   | 22.6                | 13.4                   |
|      | 8月9日   | 18.4                | 10.8                   |
|      | 9月6日   | 18.4                | 11.0                   |
|      | 9月13日  | 17.3                | 10.4                   |
|      | 9月20日  | 16.9                | 9.8                    |
|      | 9月27日  | 15.8                | 9.3                    |
|      | 10月4日  | 17.0                | 10.1                   |
|      | 10月11日 | 17.0                | 10.0                   |
|      | 10月18日 | 16.9                | 10.1                   |
|      | 10月25日 | 17.1                | 10.4                   |
|      | 11月1日  | 17.1                | 10.3                   |
|      | 11月8日  | 17.3                | 10.5                   |
|      | 11月15日 | 17.4                | 10.3                   |
|      | 11月22日 | 15.9                | 9.3                    |
|      | 11月29日 | 15.4                | 9.3                    |
|      | 12月6日  | 16.1                | 9.7                    |
|      | 12月13日 | 16.2                | 9.9                    |
|      | 12月20日 | 15.1                | 9.1                    |

### 2021年
| 期數 | 播放日期 | 香港7天跨平臺總收視 | 澳門家中及家外直播收視 |
| ---- | -------- | ------------------- | ---------------------- |
| 1    | 1月31日  | 18.0                | 11.0                   |
| 2    | 2月7日   | 18.5                | 11.5                   |
| 3    | 2月14日  | 16.1                | 9.9                    |
| 4    | 2月21日  | 16.1                | 9.6                    |
| 5    | 3月7日   | 15.4                | 9.2                    |
| 6    | 3月14日  | 14.8                | 8.5                    |
| 7    | 3月21日  | 14.3                | 8.4                    |
| 8    | 3月28日  | 15.4                | 8.9                    |
| 9    | 4月4日   | 17.1                | 10.1                   |

## 獎項
萬千星輝頒獎典禮2017
| 獎項           | 單位                           | 結果 |
| -------------- | ------------------------------ | ---- |
| 最佳非戲劇節目 | 流行經典50年                   | 獲獎 |
| 最佳節目主持   | 薛家燕、黎小田、曹永廉、湯寶如 | 提名 |

萬千星輝頒獎典禮2018
| 獎項             | 單位                           | 結果 |
| ---------------- | ------------------------------ | ---- |
| 最佳非戲劇節目   | 流行經典50年                   | 提名 |
| 最受歡迎電視拍檔 | 薛家燕、黎小田、陳敏之、胡諾言 | 提名 |

萬千星輝頒獎典禮2019
| 獎項           | 單位                          | 結果 |
| -------------- | ----------------------------- | ---- |
| 最佳非戲劇節目 | 流行經典50年                  | 提名 |
| 最佳節目主持   | 胡 楓、陳敏之、鄭俊弘、譚嘉儀 | 提名 |

萬千星輝頒獎典禮2020
| 獎項           | 單位                           | 結果 |
| -------------- | ------------------------------ | ---- |
| 最佳非戲劇節目 | 流行經典50年                   | 提名 |
| 最佳節目主持   | 薛家燕、曹永廉、鄭俊弘、譚嘉儀 | 提名 |

## 外部連結
- 流行經典50年- 主頁 - tvb.com （页面存档备份，存于）
- 流行經典50年 - myTV SUPER[]
- 流行經典50年 唱爆周末 - 主頁 - tvb.com （页面存档备份，存于）
- 流行經典50年 唱爆周末- myTV SUPER （页面存档备份，存于）
- 流行經典50年 - TVB Official YouTube （页面存档备份，存于）
- 流行經典50年 - TVBUSA Official YouTube （页面存档备份，存于）
- 流行經典50年 (2019) - 主頁 - tvb.com （页面存档备份，存于）
- 流行經典50年 (2019) - myTV SUPER （页面存档备份，存于）
- 流行經典50年 (2020) - 主頁 - tvb.com （页面存档备份，存于）
- 流行經典50年 (2020) - myTV SUPER （页面存档备份，存于）

## 電視節目的變遷
| 香港無綫電視翡翠台 星期日 20:30-21:30 時段 | 香港無綫電視翡翠台 星期日 20:30-21:30 時段         | 香港無綫電視翡翠台 星期日 20:30-21:30 時段 |
| ------------------------------------------ | -------------------------------------------------- | ------------------------------------------ |
|                                            | 流行經典50年（1-19） （2017.04.23 - 2017.09.17）   |                                            |
| 流行經典50強 （2017.02.26 - 2017.04.16）   | 雜警奇兵 (20:30-22:30) （2017.09.24 - 2017.12.03） |                                            |

| 香港無綫電視翡翠台 星期六 21:30-22:30 時段 | 香港無綫電視翡翠台 星期六 21:30-22:30 時段        | 香港無綫電視翡翠台 星期六 21:30-22:30 時段 |
| ------------------------------------------ | ------------------------------------------------- | ------------------------------------------ |
|                                            | 流行經典50年 唱爆周末 （2017.09.23 - 2017.10.14） |                                            |
| 踩過界 （2017.06.24 - 2017.09.17）         | 善心滿載仁愛堂 （2017.10.21）                     |                                            |

| 香港 無綫電視翡翠台 逢星期六 20:30 - 21:30 · 2017年12月30日、2018年1月27日、2月3日、3月3日、10日、5月26日、6月16日、12月1日及8日、2019年9月14日、11月2日、12月7日暫停播映 · 2018年4月14日 21:30-22:30 | 香港 無綫電視翡翠台 逢星期六 20:30 - 21:30 · 2017年12月30日、2018年1月27日、2月3日、3月3日、10日、5月26日、6月16日、12月1日及8日、2019年9月14日、11月2日、12月7日暫停播映 · 2018年4月14日 21:30-22:30 | 香港 無綫電視翡翠台 逢星期六 20:30 - 21:30 · 2017年12月30日、2018年1月27日、2月3日、3月3日、10日、5月26日、6月16日、12月1日及8日、2019年9月14日、11月2日、12月7日暫停播映 · 2018年4月14日 21:30-22:30 |
| --- | --- | --- |
| | 流行經典50年（20-47） （2017.12.23－2018.08.18） | |
| 歡樂滿東華2017 （2017.12.02） | 延禧攻略 （20:30-22:30） （2018.08.25－2018.10.06） | |
| 延禧攻略 （2018.08.25－2018.10.06）（20:30-22:30） | 流行經典50年（50-58） （2018.10.13－2018.12.29） | 慈善星輝仁濟夜 （2019.01.05）（20:30-22:30） |
| 幸福一家人（1-14） （20:30-22:30） （2019.06.01－2019.07.27） | 流行經典50年（2019）（第1-18集） （2019.08.03－2019.12.21） | 喵星人 （2019.12.28）（20:30-22:45） |
| 逢星期日 22:30 - 23:30 9月9日及16日暫停播映 | | |
| #後生仔睇完港姐傾吓偈 （2018.08.26）（22:30-23:00）深夜美食團（第18-22集） （2018.07.29 -2018.08.26）（23:00-23:30）                                                                                    | 流行經典50年（48-49） （2018.09.02－2018.09.23） | 大玩特玩 消暑篇 （第6集） （2018.09.30）（22:30-23:00）深夜美食團 （第24集） （2018.09.30）（23:00-23:30）                                                                                            |
| 星期日20:30-21:30 2019年3月10日 20:30-22:30 | | |
| 救妻同學會 （20:30-22:30） （2018.11.25－2019.01.13） | 流行經典50年（59-84） （2019.01.20－2019.07.14） | Do姐有問題（第三輯） （2019.07.21－2019.12.15） |
| 美食一條街 順德篇 （2019.12.22） | 流行經典50年（2019）（第19集） （2019.12.29） | 學是學非（第七輯第4-26集） （2020.01.05－2020.06.21） （20:30-21:00）台灣原味道（第3-10集） （2020.01.05－2020.03.15） （21:00-21:30）                                                                |
| 香港原味道（第五輯） （2020.10.11－2020.10.18） | 流行經典50年（2020）（第34集） （2020.10.25） | 香港原味道（第五輯） （2020.11.01－2020.12.20） |

| 香港無綫電視翡翠台 星期日 21:30-22:30 2020年1月12日及26日、2月16日、8月16日、23日、30日及2021年2月28日暫停播映 2021年4月4日 21:00-22:30播出 | 香港無綫電視翡翠台 星期日 21:30-22:30 2020年1月12日及26日、2月16日、8月16日、23日、30日及2021年2月28日暫停播映 2021年4月4日 21:00-22:30播出 | 香港無綫電視翡翠台 星期日 21:30-22:30 2020年1月12日及26日、2月16日、8月16日、23日、30日及2021年2月28日暫停播映 2021年4月4日 21:00-22:30播出 |
| --- | --- | --- |
| | 流行經典50年（2019）（第20-22集） （2020.01.05－2020.02.02） ↓ 流行經典50年（2020）（第1-33集） （2020.02.09－2020.10.18）                  | |
| 娛樂大家（第二輯） （2019.08.11 - 2019.12.29）                                                                                              | TVB節目巡禮2021 （2020.10.25） | |
| TVB節目巡禮2021 （2020.10.25） | 流行經典50年（2020）（第35-42集） （2020.11.01－2020.12.20）                                                                                | 使徒行者3（大結局） （香港首播版第36集，原裝版第第36-37集） （2020.12.27） （21:00-23:00）                                                  |
| 堅離地愛堅離地（大結局） （第20集） （2021.01.24）（21:00-22:00）陀槍師姐2021激爆新篇 （2021.01.24）（22:00-22:30）                         | 流行經典50年（2021）（第1-9集） （2021.01.31－2021.04.04）                                                                                  | 勁歌金曲 （2021.04.11－） |

| 澳洲 翡翠台 星期六 20:30 - 21:30   | 澳洲 翡翠台 星期六 20:30 - 21:30     | 澳洲 翡翠台 星期六 20:30 - 21:30 |
| ---------------------------------- | ------------------------------------ | -------------------------------- |
|                                    | 流行經典50年 唱爆周末 （2017.09.30） |                                  |
| 踩過界 （2017.07.01 - 2017.09.23） | 雜警奇兵 （2017.10.07 - 2017.12.23） |                                  |